# Guiscriff
Guiscriff [ɡɥiskʁif] (en breton: Gwiskri), est une commune française située dans le département du Morbihan, en région Bretagne.

## Géographie

### Localisation
La commune de Guiscriff est une vaste commune rurale du centre Bretagne appartenant à la Cornouaille morbihannaise. Avec une superficie de 85,46 km2, elle se classe au deuxième rang des communes les plus grandes du Morbihan derrière Languidic. Son chef-lieu, le bourg de Guiscriff, est excentré à l'ouest de la commune et n'est distant que de 4,5 km du bourg voisin de Scaër. Il est également situé à 35,2 km à vol d'oiseau à l'est de Quimper et à 39,9 km au nord-ouest de Lorient. Vannes, la préfecture dont elle dépend, est distante de 79,2 km. Son territoire est bordé au nord-est par la rivière Inam ou Ster-Laër principal affluent de la rive droite de l'Ellé et au sud par le ruisseau de Saint-Éloi. L'Inam sert de frontière naturelle avec les communes limitrophes de Gourin, Le Saint au nord-est et Le Faouët à l'est. Les autres communes limitrophes ont pour nom Roudouallec au nord-ouest, Scaër à l'ouest, Saint-Thurien au sud, Querrien et Lanvénégen au sud-est.
| - Guiscriff et ses communes limitrophes. - Guiscriff (en rouge) au nord-ouest du département du Morbihan (en gris). |

| Roudouallec             | Gourin             | Le Saint   |
| Scaer Finistère         | Guiscriff          | Le Faouët  |
| Saint-Thurien Finistère | Querrien Finistère | Lanvénégen |

### Hydrographie
Pour un article plus général, voir Réseau hydrographique du Morbihan.
La commune est située dans le bassin Loire-Bretagne. Elle est drainée par l'Inam ou Stêr Laër, le Naïc, le Goarem Clujiry, le ruisseau de Goarem clujiry, le ruisseau de Moulin-coz, le Kergonan, le ruisseau de Kerandraon, le ruisseau de Malagas, le ruisseau de Menguionnet, le ruisseau de Penanvern, le ruisseau de Toulfaro et divers autres petits cours d'eau,.
L'Inam, d'une longueur de 34 km, prend sa source dans la commune de Gourin et se jette  dans l'Ellé à Lanvénégen, après avoir traversé cinq communes. 
Le Naïc, d'une longueur de 13 km, prend sa source dans la commune  et se jette  dans l'Ellé à Lanvénégen. 

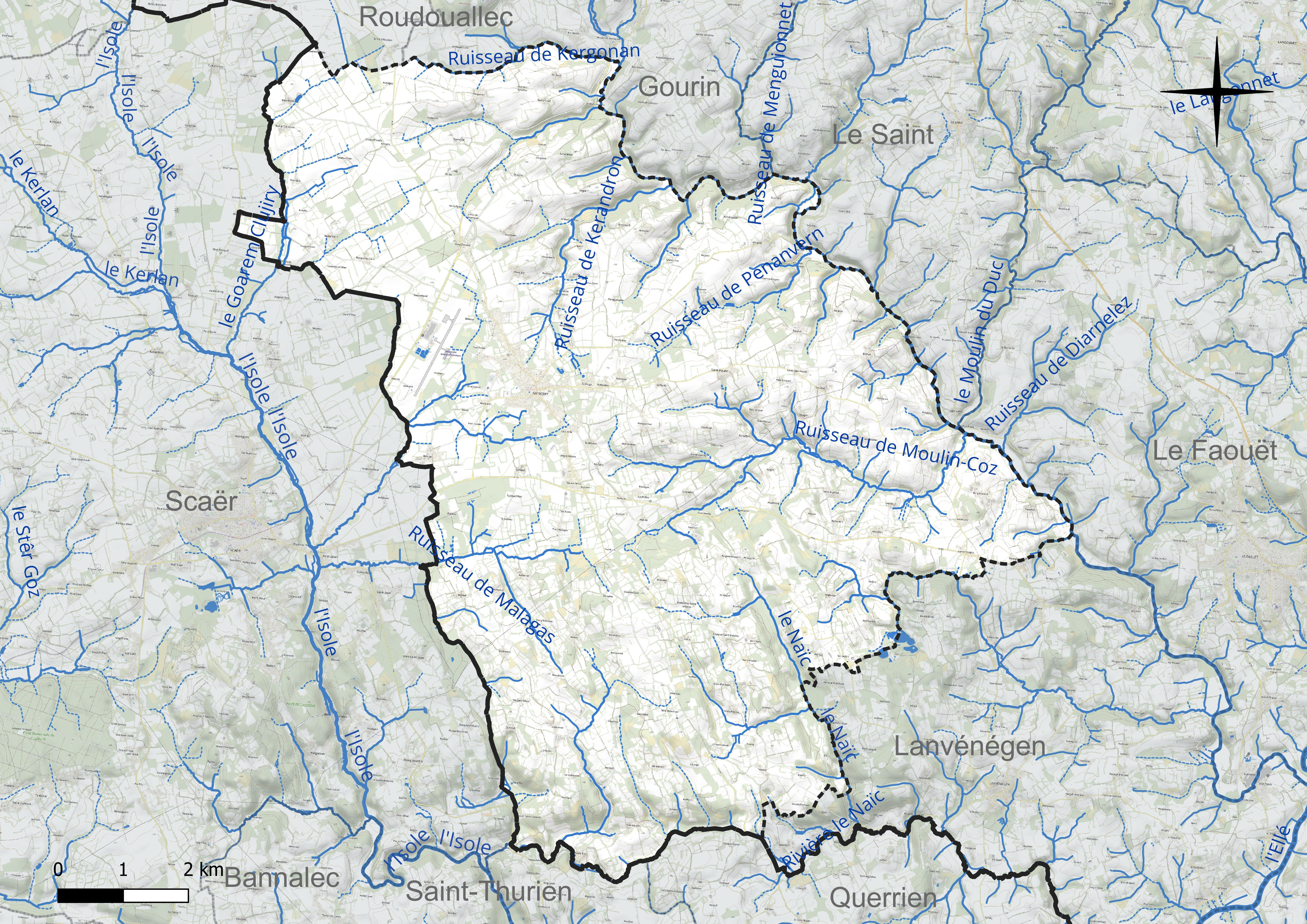
Réseau hydrographique de Guiscriff.

### Climat
Pour des articles plus généraux, voir Climat de la Bretagne et Climat du Morbihan.
En 2010, le climat de la commune est de type climat océanique franc, selon une étude du CNRS s'appuyant sur une série de données couvrant la période 1971-2000. En 2020, Météo-France publie une typologie des climats de la France métropolitaine dans laquelle la commune est exposée à un climat océanique et est dans la région climatique Bretagne orientale et méridionale, Pays nantais, Vendée, caractérisée par une faible pluviométrie en été et une bonne insolation. Parallèlement l'observatoire de l'environnement en Bretagne publie en 2020 un zonage climatique de la région Bretagne, s'appuyant sur des données de Météo-France de 2009. La commune est, selon ce zonage, dans la zone « Monts d'Arrée », avec des hivers froids, peu de chaleurs et de fortes pluies.
Pour la période 1971-2000, la température annuelle moyenne est de 11,1 °C, avec une amplitude thermique annuelle de 11,7 °C. Le cumul annuel moyen de précipitations est de 1 194 mm, avec 15,9 jours de précipitations en janvier et 8,8 jours en juillet. Pour la période 1991-2020, la température moyenne annuelle observée sur la station météorologique installée sur la commune est de 11,6 °C et le cumul annuel moyen de précipitations est de 1 365,6 mm,. Pour l'avenir, les paramètres climatiques de la commune estimés pour 2050 selon différents scénarios d’émission de gaz à effet de serre sont consultables sur un site dédié publié par Météo-France en novembre 2022.
| Mois                                  | jan.             | fév.            | mars          | avril           | mai             | juin          | jui.           | août          | sep.          | oct.            | nov.          | déc.            | année      |
| ------------------------------------- | ---------------- | --------------- | ------------- | --------------- | --------------- | ------------- | -------------- | ------------- | ------------- | --------------- | ------------- | --------------- | ---------- |
| Température minimale moyenne (°C)     | 3,3              | 3               | 4,2           | 5,4             | 8,3             | 11            | 12,8           | 12,8          | 10,8          | 8,8             | 5,9           | 3,9             | 7,5        |
| Température moyenne (°C)              | 6                | 6,3             | 8,2           | 10,2            | 13,3            | 16,1          | 17,8           | 17,8          | 15,6          | 12,4            | 8,9           | 6,6             | 11,6       |
| Température maximale moyenne (°C)     | 8,8              | 9,6             | 12,2          | 14,9            | 18,2            | 21,1          | 22,9           | 22,9          | 20,4          | 16              | 12            | 9,4             | 15,7       |
| Record de froid (°C) date du record   | −11,8 02.01.1997 | −9,3 07.02.1991 | −6,9 01.03.05 | −2,6 02.04.1996 | −0,5 07.05.1997 | 2 03.06.1996  | 6,5 07.07.1996 | 6 31.08.04    | 2,4 29.09.07  | −2,5 29.10.1997 | −6,9 29.11.10 | −9,3 29.12.1996 | −11,8 1997 |
| Record de chaleur (°C) date du record | 14,7 24.01.16    | 20,9 27.02.19   | 23 19.03.05   | 28 15.04.15     | 30,4 24.05.10   | 34,2 22.06.03 | 36,2 18.07.06  | 38,8 09.08.03 | 30,4 07.09.16 | 28,4 02.10.11   | 20 01.11.15   | 16,4 19.12.15   | 38,8 2003  |
| Précipitations (mm)                   | 182,6            | 135,6           | 96,5          | 93,8            | 82              | 63,2          | 62,9           | 72,5          | 83,4          | 144,3           | 161,1         | 187,7           | 1 365,6    |

### Relief et géologie

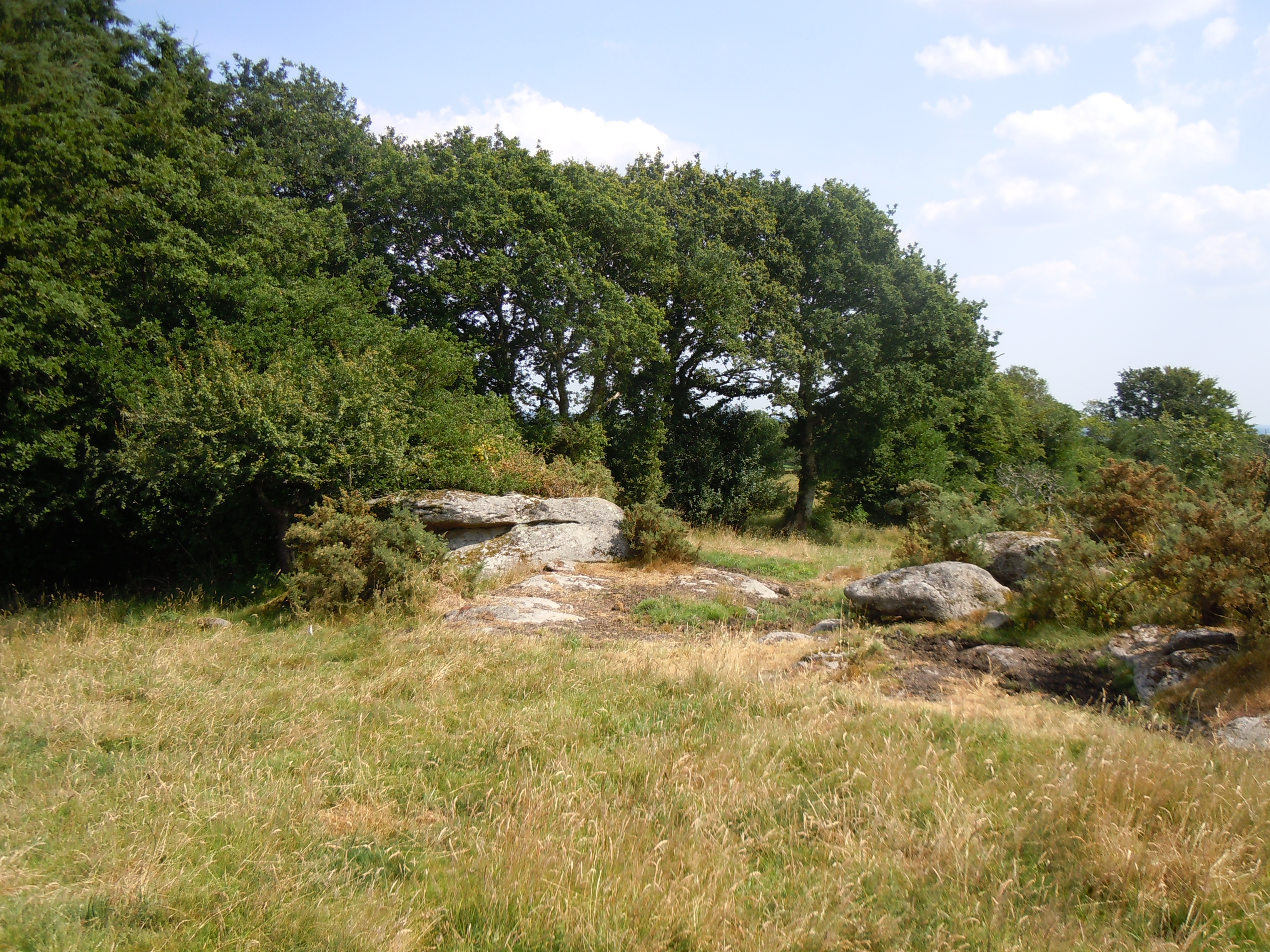
Amas rocheux ganitiques du site de Miné Bibon.

La commune est vallonnée et son territoire s'étage entre 70 mètres d'altitude au niveau de la vallée de l'Inam près de Rosanvé et 237 mètres au voisinage de Miné Nonnenou. Les principales hauteurs se trouvent dans la partie méridionale de la commune. De ces hauteurs on peut jouir d'une belle vue vers le lointain en direction des montagnes Noires.
Le sous-sol guiscrivite est constitué de roches métamorphiques de faible degré et de roches granitiques correspondant aux couches de moyenne profondeur de la chaîne hercynienne, une ancienne chaîne de montagne aujourd'hui fortement érodée.
Les terrains des deux tiers nord de Guiscriff sont ainsi des schistes et des micaschistes tandis que ceux du tiers sud sont des leucogranites (granites contenant des cristaux de mica blanc). À Keranvel, une carrière abandonnée produisait du granite imprégné de sulfures. Du kaolin était extrait d'une carrière partiellement noyée située à Kerhouriou et de la stibine était recueilli à Kerjulien.
Les sols les plus pauvres (sommets et collines granitiques) sont laissés aux landes et aux taillis, ainsi que les terrains en forte pente, tandis que les sols les plus lourds, d'origine schisteuse, grâce à la couche d'argile superficielle, sont voués aux cultures.

## Urbanisme

### Typologie
Au 1er janvier 2024, Guiscriff est catégorisée commune rurale à habitat très dispersé, selon la nouvelle grille communale de densité à sept niveaux définie par l'Insee en 2022.
Elle est située hors unité urbaine et hors attraction des villes,.

### Occupation des sols

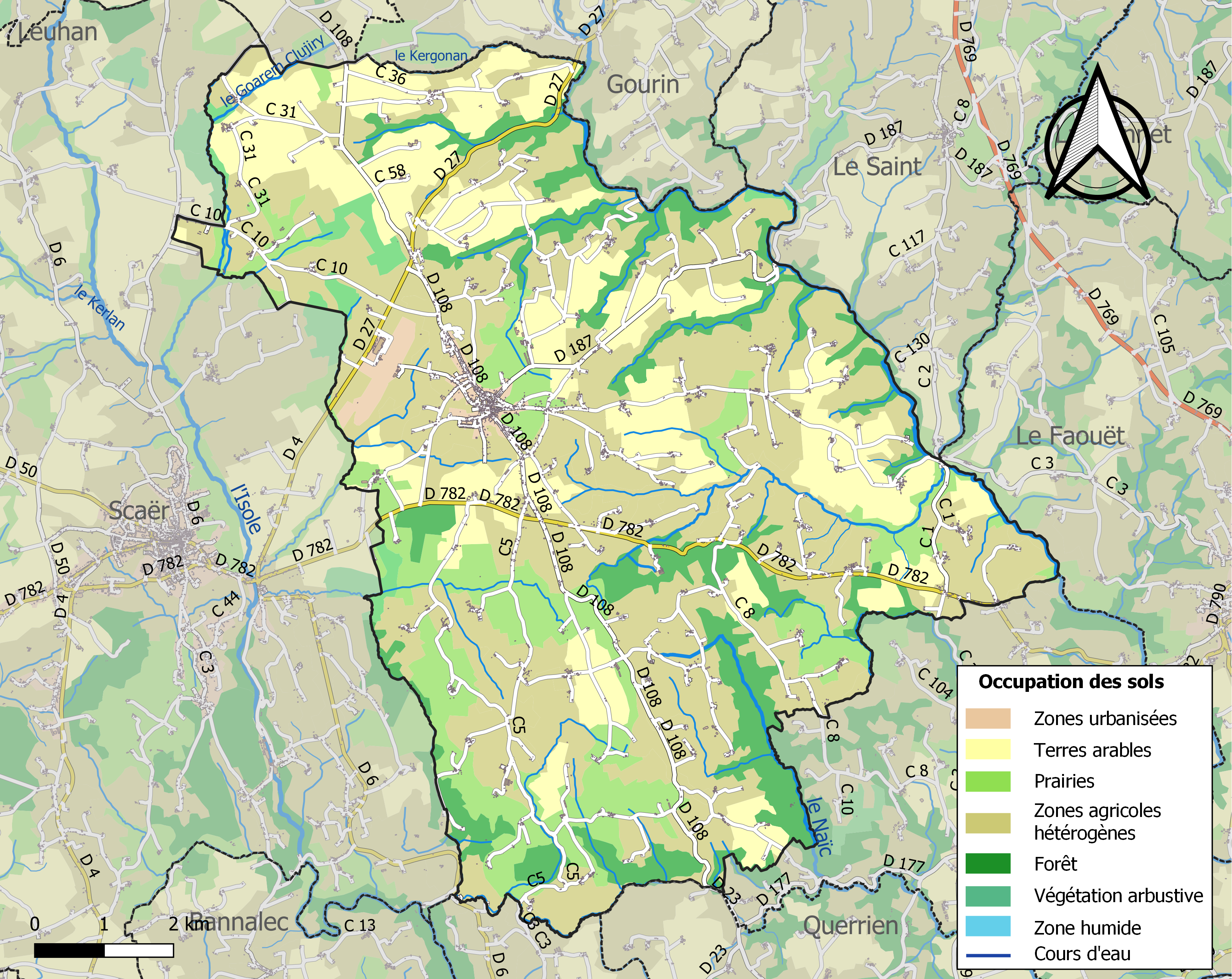
Carte des infrastructures et de l'occupation des sols de la commune en 2018 (CLC).

Le tableau ci-dessous présente l'occupation des sols détaillée de la commune en 2018, telle qu'elle ressort de la base de données européenne d’occupation biophysique des sols Corine Land Cover (CLC).
| Type d’occupation                                                                   | Pourcentage | Superficie (en hectares) |
| ----------------------------------------------------------------------------------- | ----------- | ------------------------ |
| Tissu urbain discontinu                                                             | 0,9 %       | 72                       |
| Aéroports                                                                           | 0,8 %       | 67                       |
| Terres arables hors périmètres d'irrigation                                         | 21,6 %      | 1822                     |
| Prairies et autres surfaces toujours en herbe                                       | 13,9 %      | 1168                     |
| Systèmes culturaux et parcellaires complexes                                        | 42,3 %      | 3561                     |
| Surfaces essentiellement agricoles interrompues par des espaces naturels importants | 6,7 %       | 565                      |
| Forêts de feuillus                                                                  | 10,2 %      | 856                      |
| Forêts de conifères                                                                 | 0,6 %       | 53                       |
| Forêts mélangées                                                                    | 1,6 %       | 138                      |
| Landes et broussailles                                                              | 0,9 %       | 80                       |
| Forêt et végétation arbustive en mutation                                           | 0,5 %       | 41                       |
| Source : Corine Land Cover                                                          |             |                          |

### Morphologie urbaine et microtoponymie

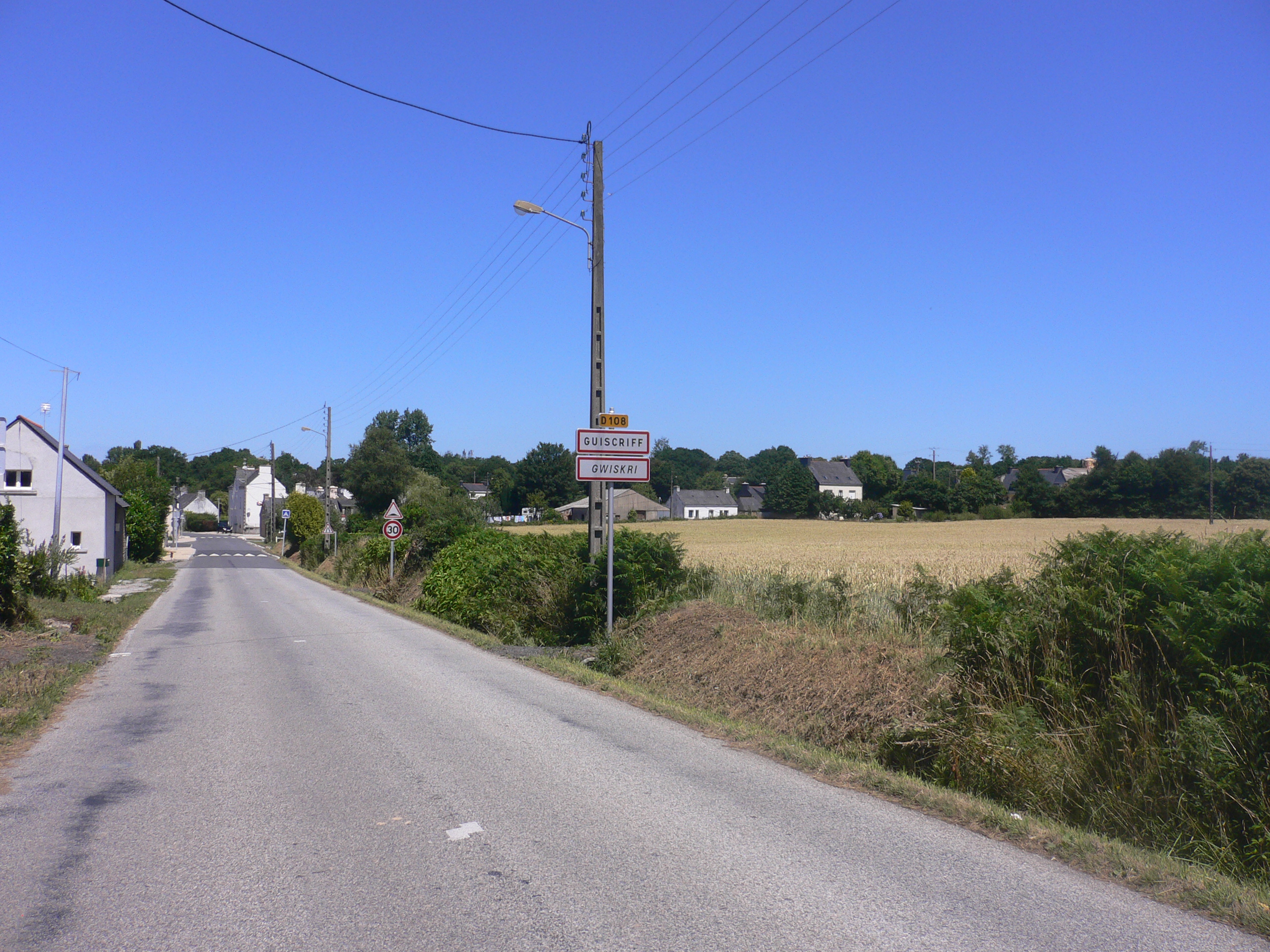
Panneau routier bilingue à l'entrée du Bourg.

Le bourg constitue la principale agglomération. Il occupe une position légèrement excentrée au nord-ouest de la commune. Le reste de la population se disperse dans plus de 200 lieux-dits et écarts reliés entre eux par un étroit maillage de voies secondaires. Ces derniers ont pour la plupart des noms à consonance bretonne. Il s'agit souvent de toponymes anciens dont l'existence est attesté au XVIe siècle. Mais d'autres remontent au XIXe siècle, à une période d'intense défrichement des landes. Par ailleurs certains villages ont été rebaptisés pour diverses raisons. Ainsi les villages nommées auparavant Talhoet, Toulgoet et Listriec Bras se nomment aujourd'hui respectivement Saint-Éloi, Saint-Maudez et Locmaria. En effet dans ces villages furent édifiées des chapelles dont le nom se substitua à l'ancien en quelques décennies. Les villages dont le nom associe le préfixe ker signifiant village à un patronyme sont les plus nombreux. On en compte 53 au total.

### Logement
En 2016 on recensait 1 492 logements à Guiscriff. 1 065 logements étaient des résidences principales (71,4 %), 211 des résidences secondaires (14,1 %) et 216 des logements vacants (14,5 %). Sur ces 1 492 logements 1418 étaient des maisons (95,0 %) contre 51 seulement des appartements (3,4 %). Le tableau ci-dessous présente la répartition en catégories et types de logements à Guiscriff en 2016 en comparaison avec celles du Morbihan et de la France entière.
|                                                         | Guiscriff | Morbihan | France entière |
| ------------------------------------------------------- | --------- | -------- | -------------- |
| Résidences principales (en %)                           | 71,4      | 74,5     | 82,3           |
| Résidences secondaires et logements occasionnels (en %) | 14,1      | 18,0     | 9,6            |
| Logements vacants (en %)                                | 14,5      | 7,5      | 8,1            |

## Toponymie
Attestée sous les formes Guiscri Plebs en 1099, Guiscrist en 1292 et Guisguri en 1508.
L'origine du nom Guiscriff est énigmatique. Il pourrait venir de guic, terme issu du latin vicus et signifiant le bourg que l'on retrouve dans les noms des localités de Guissény et Guimiliau et de Criff, nom d'un saint difficile à identifier[réf. nécessaire].
Le nom breton de la commune est Gwiskri[réf. nécessaire].
Le mot Guisc ou Gwisk signifie en vieux breton « un habit, vêtement, armure » et Ri que l'on attribue à tort à un roi, mais qui désignait simplement un « chef ». Dans le cartulaire de l'abbaye de Sainte-Croix de Quimperlé, on trouve en 1088 le nom de Guiscri lors de cession de terres par des « Sieur de... » à l'abbaye de Sainte-Croix. Le nom de Guiscriff pourrait ainsi être lié à la présence dans ce village d'un Seigneur, d'un « chef » en tenue ou d'un chevalier en armure. À cette époque, il y en avait plusieurs dans cette région dite du Poher[réf. nécessaire].

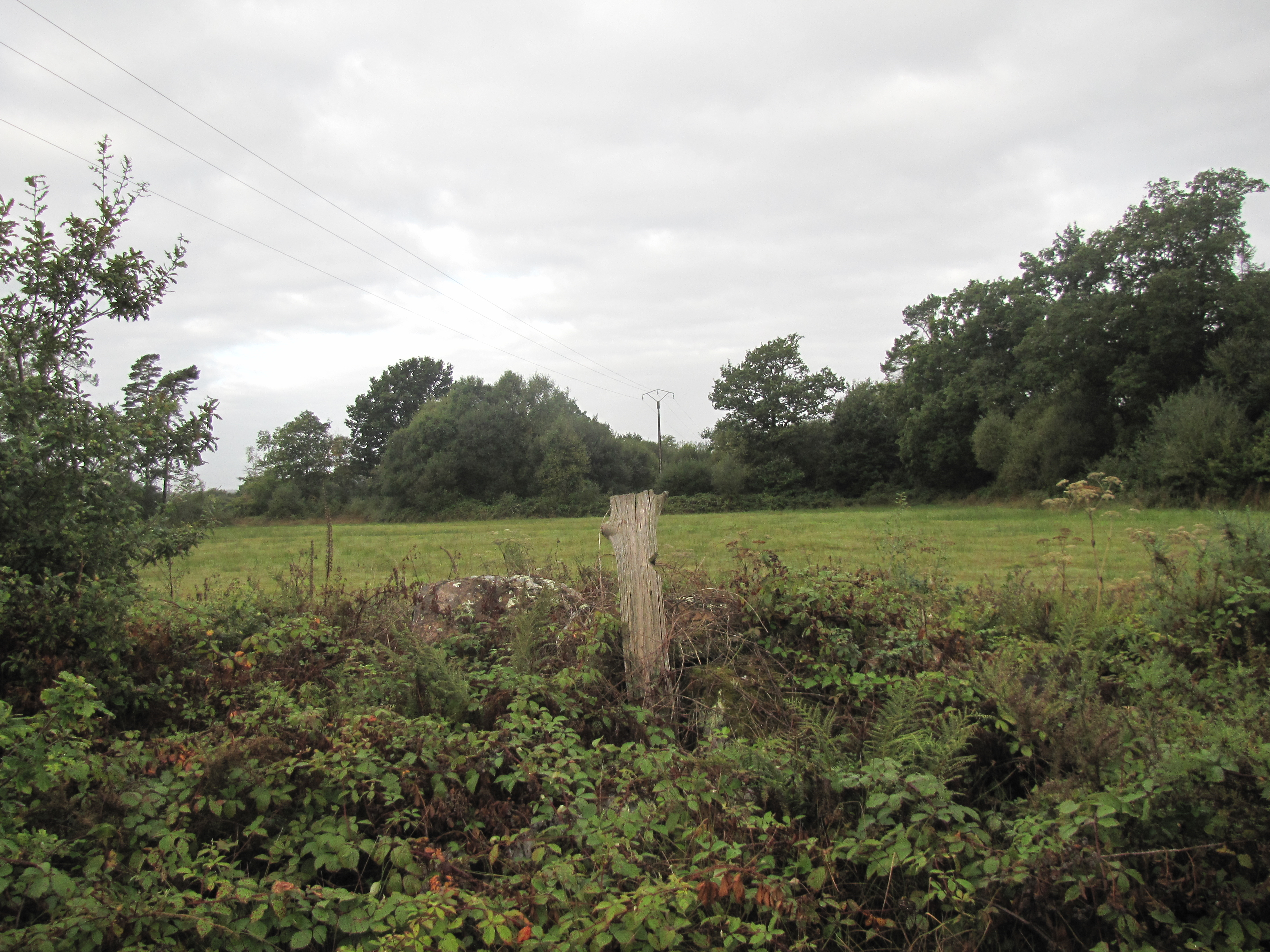
Guiscriff : le tumulus de l'Hermitage.

## Histoire

### Préhistoire

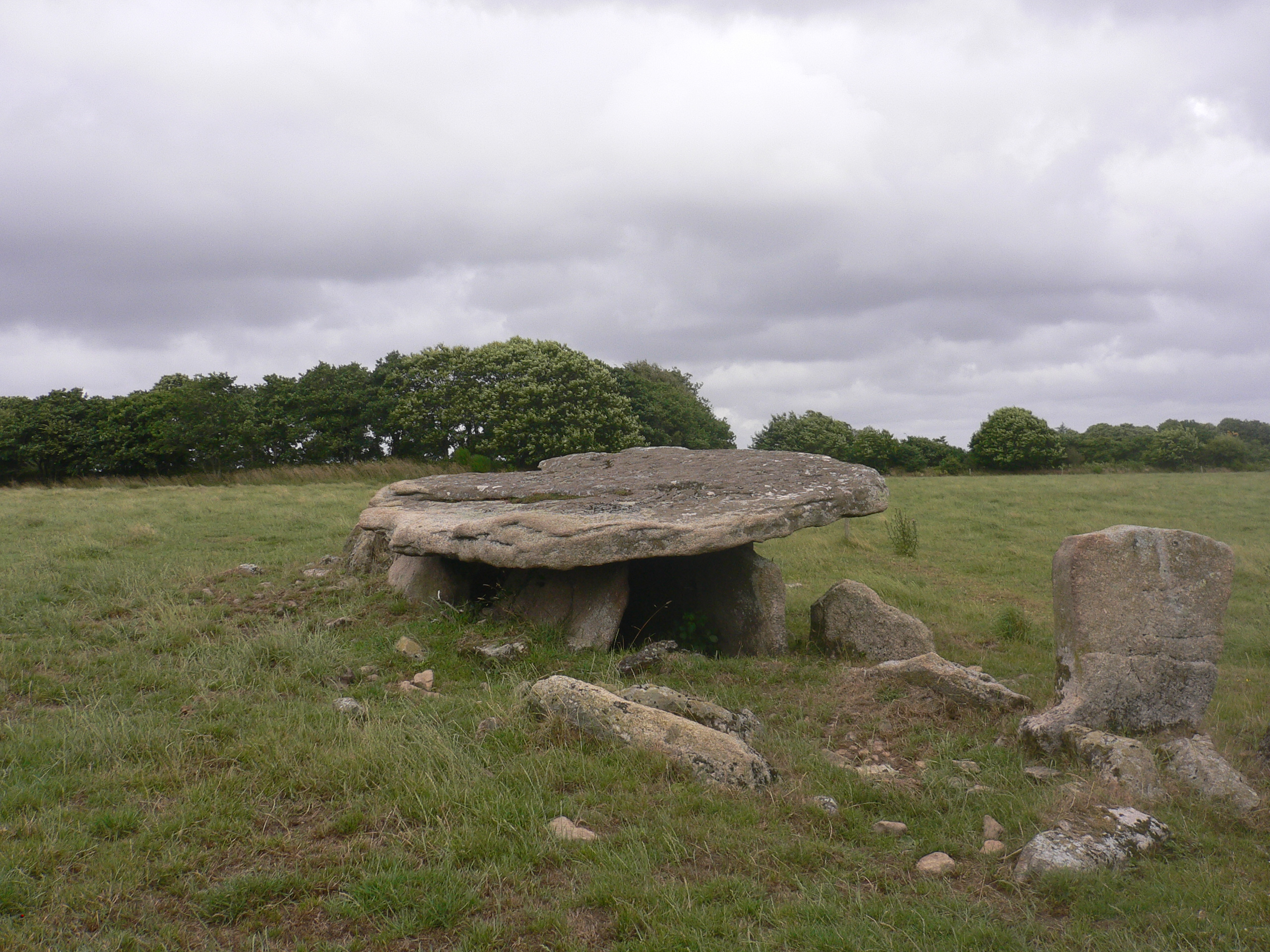
Dolmen de Kerviniou.

Plusieurs monuments mégalithiques datant de la fin du Néolithique ont été recensés sur le territoire guiscrivite :
- allée couverte de Kerviniou : allée couverte de 10 mètres de long, avec une dalle de couverture en place très fine[32]. Le dolmen est en partie ruiné n'ayant plus que quatre supports sur six qu'il avait autrefois ;
- menhir de Ty Jambou ;
- menhir à Botréal dit « Men Falc'h » (aujourd'hui disparu) ;
- tumulus appelé tumulus de l'Hermitage datant de l'Âge du bronze moyen.

### Moyen Âge

#### Maisons nobles et seigneuries

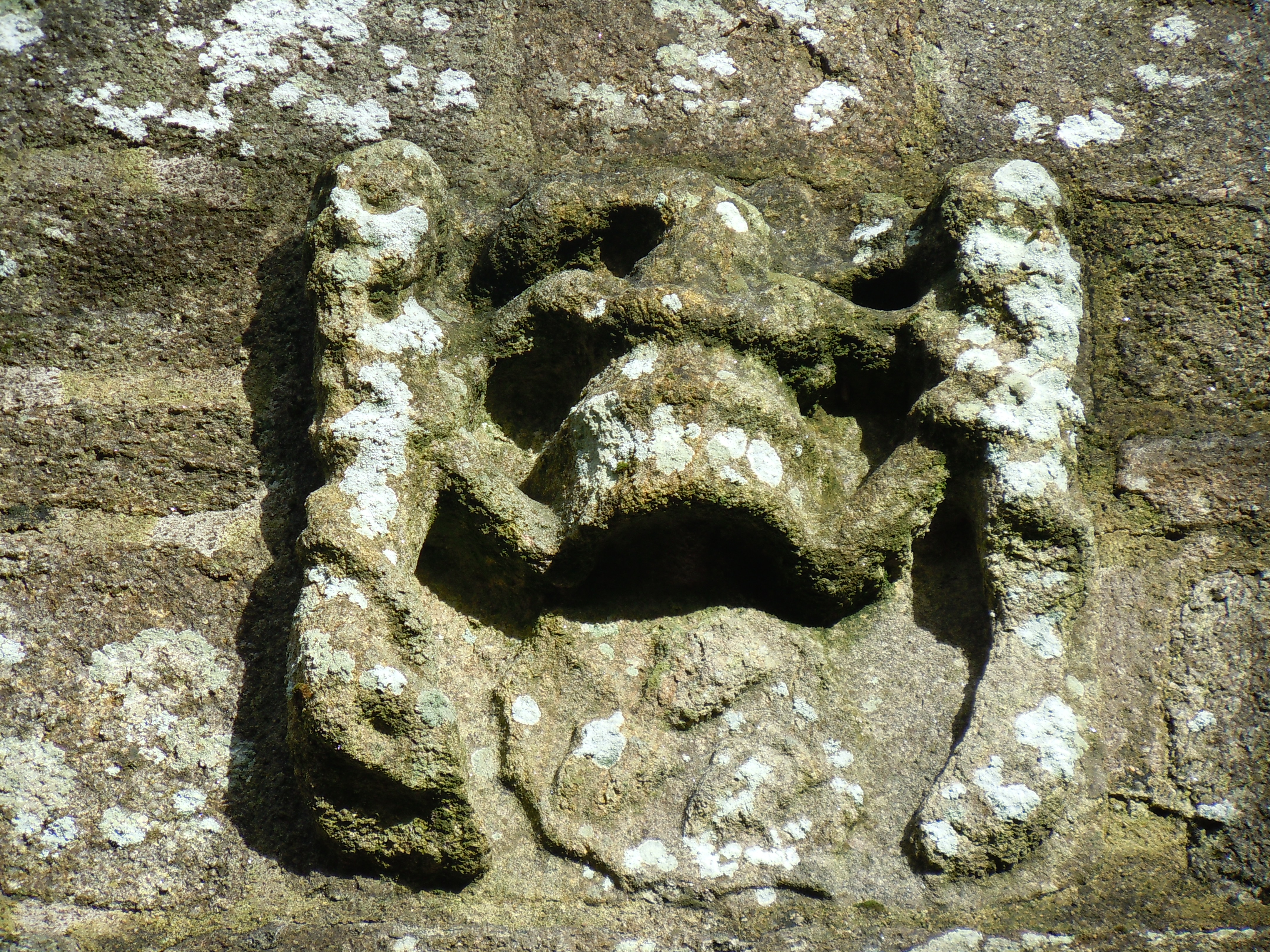
droite-Armoiries des Toutenoultre, visibles sur le pignon ouest de la chapelle Saint-Antoine.

À l'époque féodale, les deux principales seigneuries à se partager les terres de Guiscriff étaient celles de Gournois et de Penéhoc et Trefuret. La seigneurie de Gournois recouvrait à elle seule les deux tiers de la paroisse. Elle disposait du droit de haute, moyenne et basse justice. Un pilori armorié en bosse aux armes de la juridiction auquel étaient attachés une chaîne et un collier de fer se dressait sur la place publique du bourg de Guiscriff et un gibet à quatre piliers dans une lande entre l'entrée du bourg et le manoir de Kervenozael. En 1522, François du Chastel, par son mariage avec Claudine du Chatelier, dame de Gournois, devient seigneur supérieur de Guiscriff. Les seigneurs de Penehoc étaient les Toutenoultre au XVe et XVIe siècles. Ils arboraient des armoiries : d'argent à trois hures de saumon, coupées d'azur. Le manoir de Trefuret était leur résidence principale. Les du Dresnay au XVIe siècle puis les Bragelongne au XVIIe siècle succédèrent aux Toutenoultre. Certains villages dépendaient de seigneuries ecclésiastiques. Ainsi l'abbaye Sainte-Croix de Quimperlé possédait des tenues à Saint-Éloi et Saoutalarin tandis que les Hospitaliers de Saint-Jean de Jérusalem en possédaient à Languedoret, Bonne Comtesse et Banalou.
On dénombrait au moins dix manoirs :
- Gournois : appartenant en dernier lieu à Du Bot de Grégo ;
- Kervelaouen : propriété des Restal au XVe et XVIe siècles puis des Bennerven et enfin des Kergus de Kerstang ;
- Kervenozael : les Pezron, premiers seigneurs des lieux connus en 1426 et 1440, adoptèrent le nom de ce fief comme nom patronymique[27]. Il se transmit ensuite par alliances successives des Kervenozael aux Gouandour en 1588, puis aux du Vergier de Kerhorlay vers 1641, enfin en 1687 à une branche cadette des Jouan de Penanec'h qui en porte toujours le nom sous la forme Jouan de Kervenoaël ;
- Kerbrunec ;
- Gossal ;
- Penéhoc : propriété des Toutenoultre au XVe et XVIe siècles ;
- Saint Yvinet : propriété des Eonnet au XVIe et XVIIe siècles ;
- Tréfuret : propriété des Toutenoultre ;
- Trévenec ;
- Nanc : propriété des seigneurs de Quimerc'h ;
- Ty Quelen : propriété des Kervenozael ;
- Cleuziou, avec son moulin seigneurial qui a appartenu à la famille de Lopriac[34](situé à Scaër mais à la limite avec Guiscriff).

#### XIeetXIIesiècles
- 1058 : Première mention de la paroisse de « Guiscri » dans le cartulaire de l'abbaye Sainte-Croix de Quimperlé. Donation à l'abbaye des villages de Cadigue et Quillernan par Auffret vicomte de Gourin.
- Entre 1088 et 1114 les moines de l'abbaye Sainte-Croix de Quimperlé fondent un prieuré à Pont-Briant à la suite de la donation de nombreuses terres dans la région à l'abbaye. Parmi les principaux donateurs se trouvent le duc de Bretagne Alain Fergent et le vicomte de Gourin Tanguy Ier.
- Vers 1113 un dénommé Cadoret se fit religieux à Sainte-Croix de Quimperlé et apporta en offrande à l'abbaye deux villages de Guiscriff dont l'un s'appelait Saint-Alarun où se trouvait une chapelle dédiée à saint Hilaire.

#### XVIIesiècle
Le prédicateur Julien Maunoir rend visite par deux fois aux habitants de la paroisse. Une première fois en 1665 et une seconde fois trois années plus tard en 1668.
En 1675 éclate en Bretagne la Révolte des Bonnets rouges. Les habitants de la paroisse participent activement aux pillages de la demeure du fermier des devoirs de Carhaix, de l'auditoire de la sénéchaussée de Gourin et du château de Kergoet en Saint-Hernin. Parmi les dix-sept paroisses qui doivent verser 50 000 livres de dédommagements au sieur de Kergoet, Guiscriff est imposée à hauteur de 3 000 livres. Cependant les habitants réussissent à obtenir du duc de Chaulnes une sauvegarde contre le logement des troupes.

#### XVIIIesiècle
- 1720-1721 : Entre le 3 juin 1720 et le 18 octobre 1721 les enterrements à Guiscriff ont été mouvementés à la suite d'un arrêt de la cour du 16 août 1719 défendant l'inhumation des corps dans l'église paroissiale. Certaines familles ont outrepassé cet arrêt quitte à enterrer leurs proches « sans assistance ni ministère d'aucun prêtre ». Parfois « avec grand tumulte » ou de force après avoir fermé les portes de l'église, parfois contre la volonté du défunt ou de son conjoint.

#### Révolution française

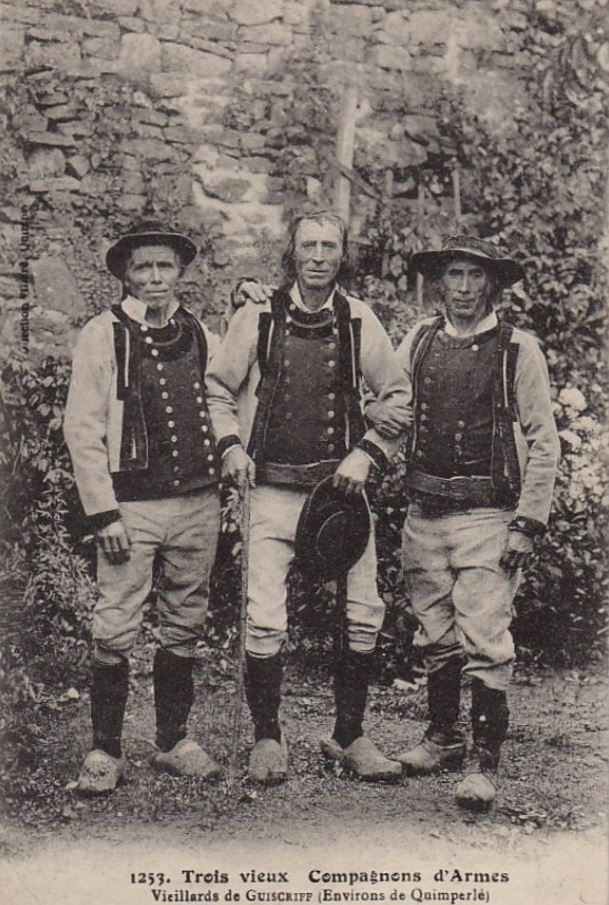
Trois vieillards de Guiscriff vêtus comme les anciens chouans (début du XXe siècle)

- 1790 : Rattachement de Guiscriff au Morbihan. Pour fournir à Quimperlé un hinterland à l'Est situé dans le Finistère, les députés bretons cèdent plusieurs paroisses situées sur la rive droite de la rivière Ellé au Morbihan dont Guiscriff. Ces communes se retrouvent isolées par leur langue. On y parle le breton cornouaillais alors que le reste du département parle le breton vannetais ou le gallo. Sur le plan pratique, une des conséquences de ce découpage administratif fut que jusque dans les années 1940, on imprima à Vannes des livres de prière et cantiques particuliers, assortis de la mention : « Escopti Guened, evit bro Gourin hag ar Faoued » (évêché de Vannes, pour les pays de Gourin et du Faouët)[36]. Cette même année, le recteur de Guiscriff, Guillaume Hervé, ainsi que le curé, François Guinement et les deux prêtres Vincent Le Poder et René Guillaume refusent de prêter serment à la constitution civile du clergé.
- 1791 : Les autorités administratives décident de remplacer le recteur Guillaume Hervé qui refuse de prêter serment à la constitution civile du clergé par le citoyen Ruppe, qui a prêté serment. Alain Ruppe arrive à Guiscriff le 6 novembre 1791 pour prendre possession de sa cure. Pour faciliter son installation, 150 hommes du régiment de Martinique, caserné au Faouët, l'accompagnent. Il se présente au presbytère, mais il trouve toutes les portes fermées alors qu'il avait été demandé au recteur Hervé de vider la maison curiale. Il se rend à l'église pour y célébrer la messe, mais les cloches avaient été bridés, de telle manière qu'en tirant sur les cordes elles sonnent le tocsin. Le citoyen Ruppe monte en chaire et déclare au peuple qu'il entend prendre possession constitutionnellement de la paroisse de Guiscriff. Mais la municipalité refuse de se présenter à la cérémonie du serment. Le 9 novembre, Alain Ruppe se prépare pour un enterrement et se dispose à le faire. Sans en avoir été prévenu, il voit un prêtre réfractaire, François Guinement, procéder à la cérémonie d'inhumation. Dépité, il ne lui reste plus qu'à se retirer. Quelques jours plus tard, devant le refus de la municipalité de recevoir le citoyen Ruppe, le directoire du Faouët inflige une amende de 300 livres au maire et aux officiers municipaux. En février 1792, sa présence étant indésirable à Guiscriff, il acceptera la paroisse de Glomel[37]. Un autre prêtre assermenté, Étienne Jamet, né à Locmaria en Guiscriff, occupera à partir du 10 mars 1793 le presbytère. Il se plaindra lui aussi des insermentés et des fidèles et sera chassé par la population. Il finira égorgé par les chouans sur la route de Meslan au Faouët le 11 juillet 1795.
- 1792-1800 : En 1792 les habitants de Guiscriff s'opposent à la réquisition des grains et du bétail ainsi qu’aux assignats. En 1793 ils refusent la levée des conscrits et le remplacement des prêtres réfractaires par des prêtres constitutionnels. « Ses habitants, naturellement mutins et envahis par l'impunité, colportent dans le voisinage l'esprit qui les dirige et nous affirmons qu'elle seule est cause des deux insurrections très rapprochées qui ont eu lieu à Scaër » écrivent les commissaires du département[38].

Le 4 octobre 1792, 100 hommes du 41e et six gendarmes sont envoyés du Faouët pour rétablir l'ordre à Guiscriff. Tandis que la troupe se place le tocsin se déchaîne aux clochers d'alentour et des coups de fusil partent des maisons. Le cimetière et le presbytère sont pris d'assaut par les Républicains qui font une douzaine de prisonniers. Il faut l'annonce de l'envoi de troupes supplémentaires pour que les officiers municipaux acceptent de remettre le montant des contributions de la commune et le contingent de jeunes recrues. À partir de 1794 Guiscriff, comme les communes alentour, est un bastion chouan où se succèdent les escarmouches entre bleus et blancs.
« À une demi-lieue du bourg, la colonne est accueillie par une vingtaine de coups de fusil ; les soldats ripostent, font trois morts, plusieurs blessés et une dizaine de prisonniers. C'est un notaire qui paraît commander aux paysans et on le prend dans sa maison d'où il a tiré sur les soldats. Les "bleus" s'installent dans un bourg vide de tous ses habitants ; dans la journée, quelques officiers municipaux se montrent et paient, "en tremblant", 600 livres sur les 5 000 imposées à la commune pour le passage et l'entretien de la troupe ».

### XIXesiècle
- 1840 : Partage et mise en valeur des grandes landes de Guiscriff entourant le bourg à partir de 1840. Ces landes occupaient plus de 10 % de la surface communale (865 ha).
- Le 16 août 1868, le conseil municipal décide de construire une école publique pour les garçons. En 1873, un établissement analogue voit le jour pour les filles.
- 1896 : mise en service en août 1896 de la ligne de chemin de fer à voie métrique allant de Carhaix à Rosporden. La ligne dessert huit stations intermédiaires dont le bourg de Guiscriff. Elle sera fermée en juillet 1967 puis aménagée en voie verte, interdite à la circulation automobile.

Une épidémie de variole fit 193 malades (dont 47 moururent) à Guiscriff entre 1865 et 1870.

### XXesiècle

#### LaBelle Époque

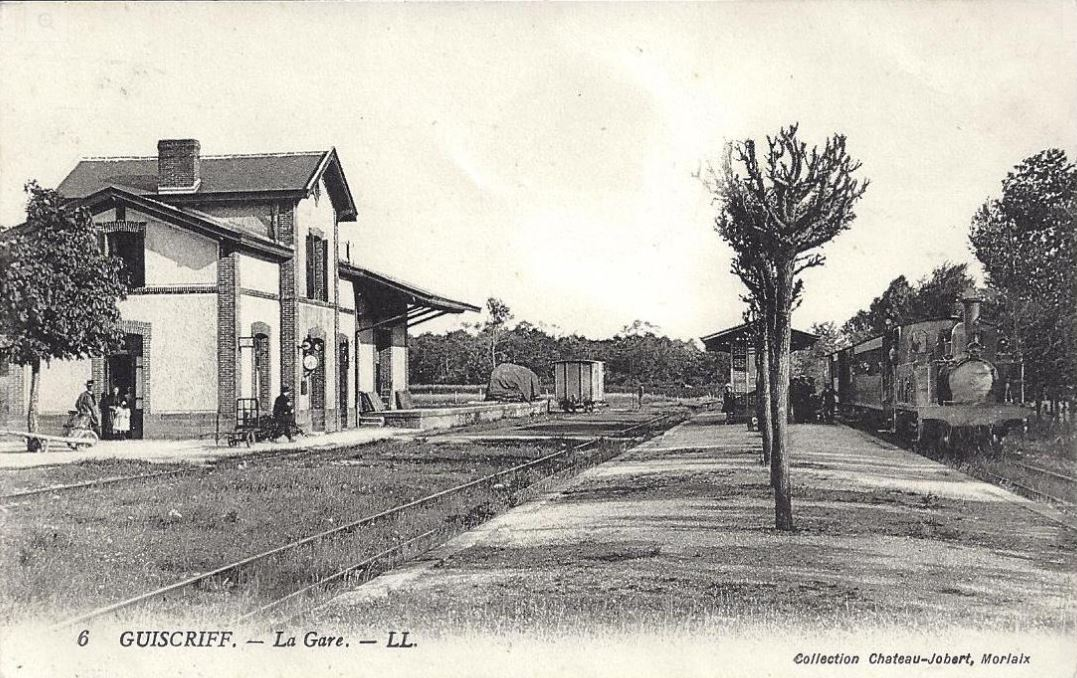
La gare de Guiscriff au début du siècle dernier alors qu'elle était encore en activité (carte postale ancienne).

Lors des élections législatives de 1906, le clergé local fit pression sur les électeurs, refusant l'absolution aux hommes et même aux femmes dont les maris ne voteraient pas bien, c'est-à-dire en faveur de Guy de Salvaing de Boissieu, lequel fut d'ailleurs réélu député.

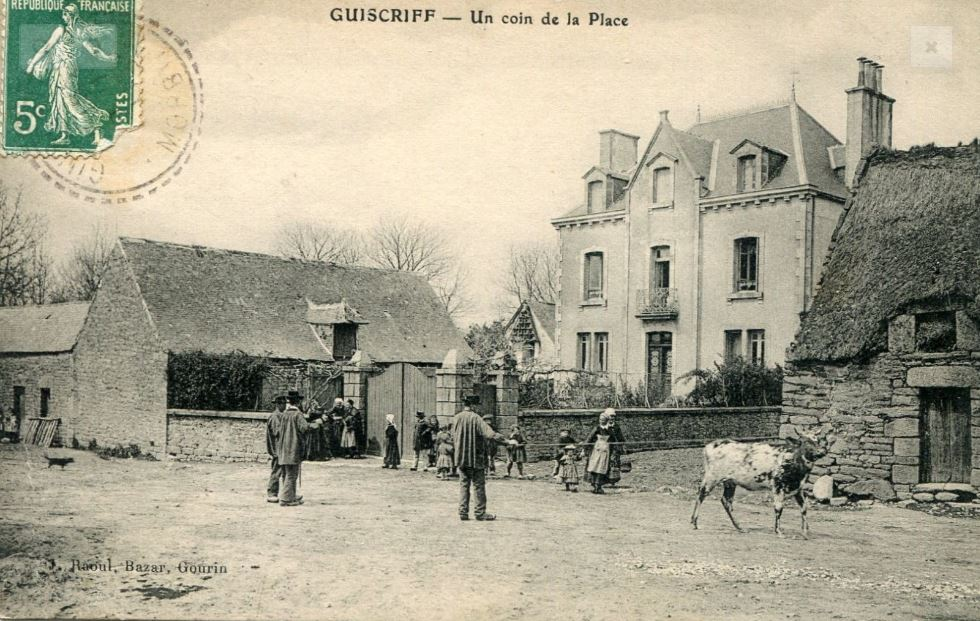
Guiscriff, un coin de la place vers 1900 (carte postale ancienne).

#### La Première Guerre mondiale
La commune paie un lourd tribut lors de la Première Guerre mondiale puisque 278 jeunes Guiscrivites décèdent au combat ou des suites de leurs blessures selon les chiffres du monument aux morts communal.

#### L'Entre-deux-guerres

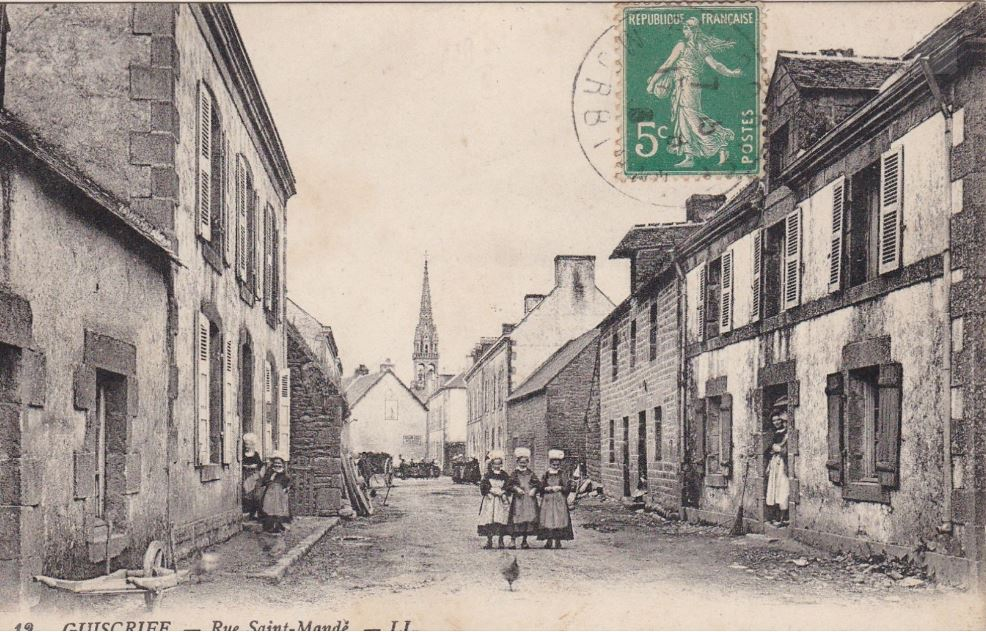
la rue Saint Maudé avec le clocher de l'église en toile de fond au début du XXe siècle (carte postale ancienne).

Des jeunes paysans, notamment de la région de Guiscriff, émigrent pendant la décennie 1920 en direction du Périgord et du sud-ouest de la France, par exemple dans la région de Nérac. Ils furent encadrés par l'abbé Lanchès, originaire de Châteauneuf-du-Faou, qui devint aumônier des Bretons du Périgord.
Une gwerz est composée sur "L'abominable crime de Guiscriff" commis en novembre 1929 par Grégoire Cosquer, un ouvrier agricole alors âgé de 27 ans (extrait traduit du breton) :
 Devant ce crime abominable

 Nous espérons que la justice

 Se montrera impitoyable

 En l'envoyant jusqu'au supplice

 Et crions bien haut

 Bandit à l'échafaud ! 
En août 1930, Mgr Tréhiou, évêque de Vannes, accompagné de Mgr de Villehuel, archiprêtre d'Auray, de Mgr Duparc, évêque de Quimper et de Léon, et de Mgr Jan, évêque de Cap Haïtien, vint à Guiscriff célébrer, en breton, le barde François Le May, devant le vieux calvaire du cimetière.
Le 18 octobre 1932 a lieu l'ouverture de l'école Saint-Joseph, un établissement d'inspiration religieuse pour les garçons, destiné à contrebalancer l'enseignement laïque. L'école compte 75 élèves à son ouverture, chiffre porté à 165 à Pâques.

#### La Seconde Guerre mondiale
Vingt-trois Guiscrivites décèdent au combat ou des suites de leurs blessures lors de la campagne de France.
Pendant l'Occupation, les Allemands ne commettent aucune exaction sur la commune de Guiscriff, ce qui ne sera pas le cas pour les communes voisines. Parmi les 1 300 marins français qui perdent la vie à Mers el Kebir lors de l'attaque de la marine française par la Royal Navy, figurent les noms de trois Guiscrivites : François Jamet, André Le Scouarnec et Gabriel Le Ster. Neuf Guiscrivites meurent en captivité en Allemagne. Quatre autres décèdent des suites des séquelles de leur captivité en Allemagne. Enfin François Gleyen, prisonnier en Allemagne, est tué par un soldat américain sur le chemin du retour après être descendu d'un train pour aller chercher de l'eau et être entré dans une zone interdite. Plusieurs Guiscrivites entrent dans la Résistance au sein des FFI et des FTP. Dix d'entre eux y perdront la vie, soit fusillés par les Allemands, soit tués au cours des combats de la Libération. En effet, environ 80 maquisards guiscrivites, sous les ordres de Gérard de Carville, prendront part aux combats de libération de la ville de Rosporden. Enfin deux Guiscrivites meurent en déportation dans les camps d'extermination en Allemagne : René Nicolas Hamon et Louis Marie Guillemot.

#### L'après Seconde Guerre mondiale
L'émigration vers l'Amérique du Nord fut importante dans les années d'après-guerre ; par exemple, entre 1948 et 1953, 22 personnes de Guiscriff émigrèrent au Canada et dix aux États-Unis. Entre 1946 et 1956, la population de la commune passe de 5 094 à 4 200 habitants.

#### L'aérodrome de Guiscriff

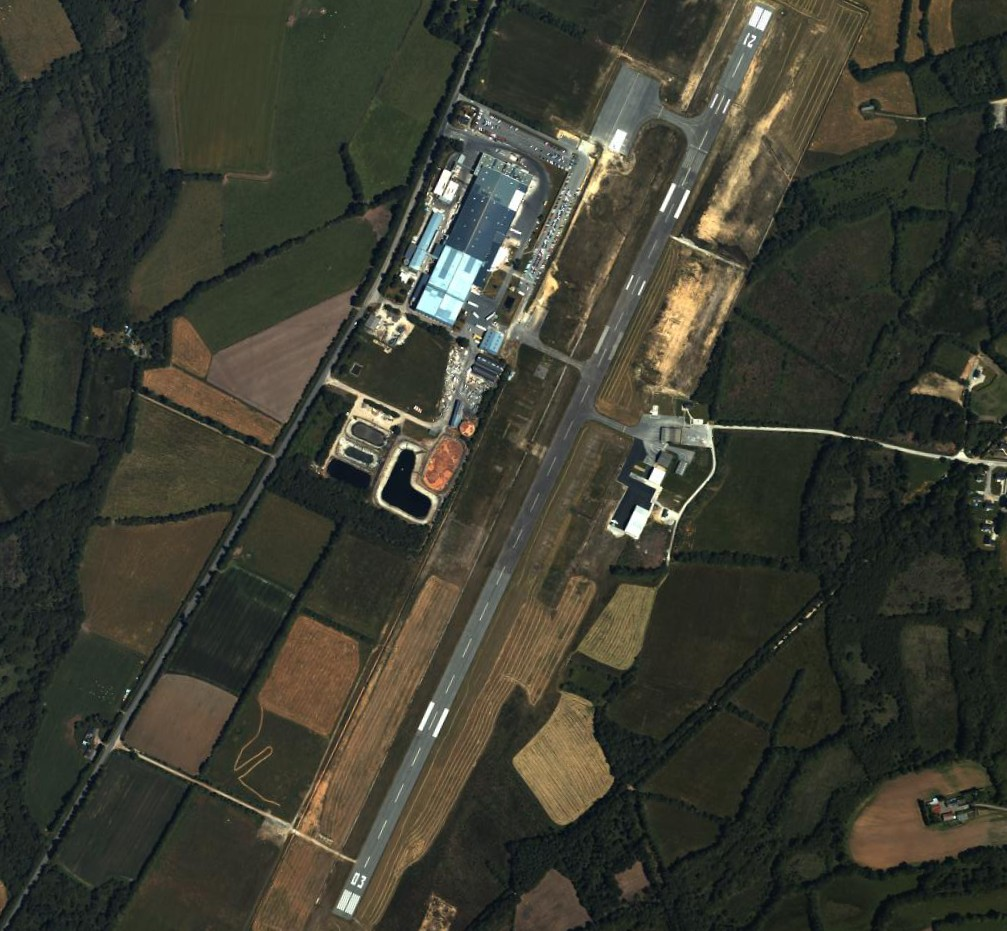
Aérodrome de Guiscriff - Scaër le 15 juin 2004.

En 1965, la commune aménage à proximité de Keranna une piste d'aérodrome en herbe.
La piste sera par la suite prolongée en 1975 pour atteindre une longueur de 960 m puis enrobée en 1981. Enfin, des hangars seront construits pour parquer les aéronefs.
La commune de Guiscriff vend en 1980, 14 ha pour l'implantation des établissements Bourgoin, une usine- abattoir de volailles qui sera le plus grand complexe européen de dindes réorienté ensuite vers le poulet frais et qui comptait 500 salariés en 1980 et 740 salariés en 2000 à sa liquidation judiciaire.
Cette usine appartenait à Gérard Bourgoin, un industriel et homme politique qui a aussi dirigé durant 25 ans l'AJ Auxerre et été pendant 2 ans le président de la Ligue Nationale de Football. Il était également pilote d'avion et propriétaire d'une compagnie aérienne Chaillotine Air Service et de l'aérodrome de Chailley (piste de 1 750 mètres) à 300 mètres de ses usines de volailles "La Chaillotine" devenu les poulets Duc. La proximité de l'aérodrome qui fut déterminant dans le choix d'implantation de l'usine.
En un mois, l'instigateur Gérard Bourgoin fait agrandi la piste de l'aéroport avec 1.000 m de plus que l'autorisation.
La piste enrobée est inaugurée en 1981 et, en 1982, l'État confie l'exploitation de l'aérodrome au syndicat intercommunal qui est composé de six communes : Guiscriff (Morbihan), Scaër (Finistère), Gourin (Morbihan), Le Saint (Morbihan), Saint-Thurien (Finistère) et Berné (Morbihan).
La piste sera rallongée à 1 500 mètres et équipée d'un balisage nocturne entre 1999 et 2001.
L'aérodrome change de nom en 2003 pour devenir l'aérodrome Bretagne-Atlantique.
La piste accueille entre 7 000 et 8 000 mouvements chaque année dont des Falcon 50 ou Transall de l'armée française.

### LeXXIesiècle

#### La lutte contre la désertification
Imitant la commune de Berrien (Finistère), la commune de Guiscriff a décidé de mettre en vente des terrains constructibles à 1 euro le m2 afin de redynamiser la commune : en 2021 14 des 28 lots proposés ont été vendus.

## Politique et administration

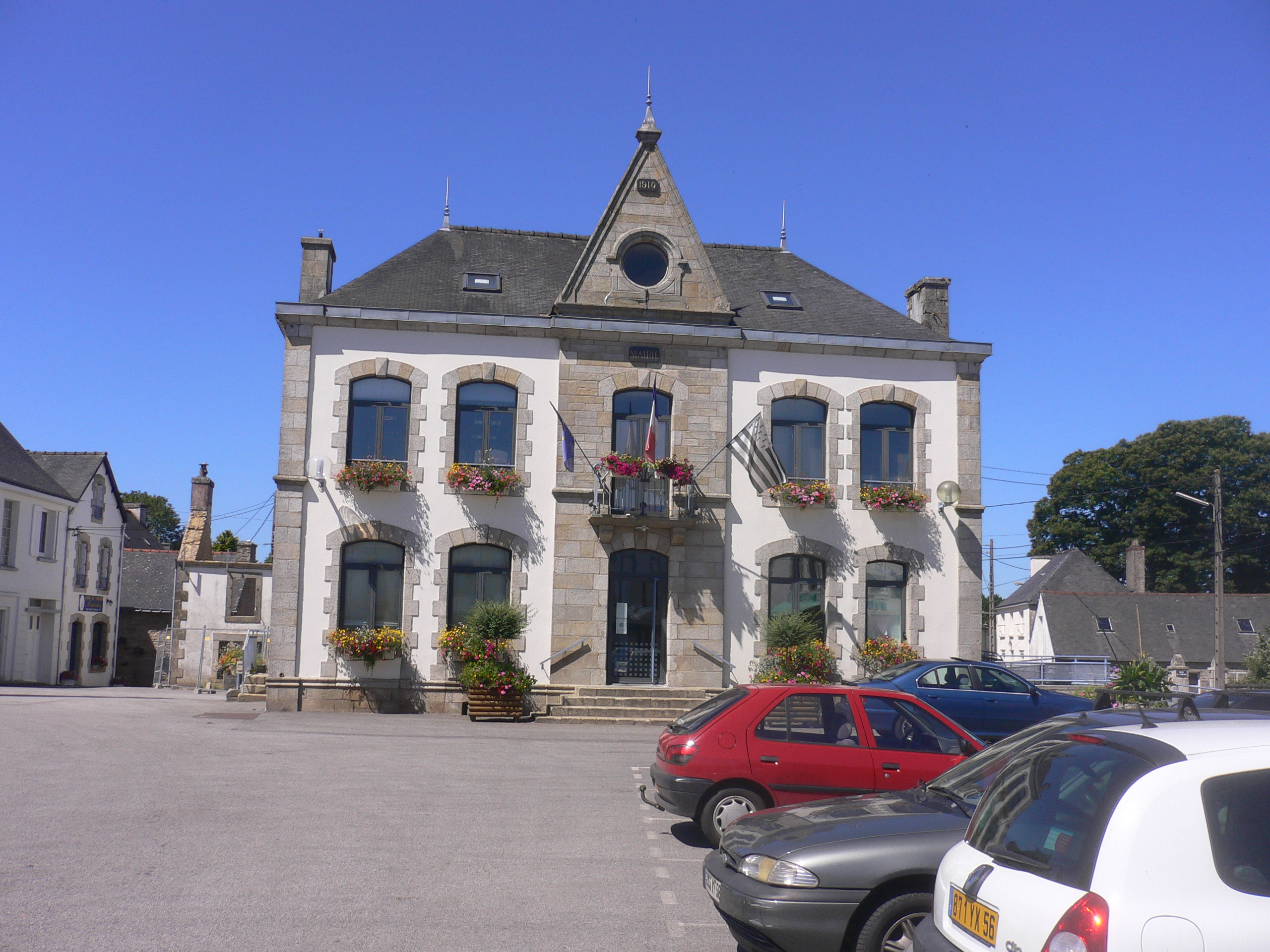
La mairie.

## Population et société

### Démographie

#### Évolution démographique
À la réformation des fouages de 1426, la paroisse de Guiscriff, sans sa trève de Lanvénégen, compte 48 feux. On dénombre 162 ménages imposables. Il y a aussi 5 nobles, 6 métayers et 12 pauvres, tous exemptés d'impôt. On en déduit par extrapolation, en estimant que chaque ménage regroupe 5 individus, une population totale voisine de 900 âmes. À la fin du XVIe siècle, la moyenne du nombre annuel de baptêmes enregistrés sur les registres de la paroisse est de 76. Avec un taux de natalité probablement voisin de 40 ‰, la population de Guiscriff approche alors les 2 000 habitants. Le nombre annuel de baptême chute après l'année 1594, en raison des troubles des guerres de la ligue et de la peste.
À partir de 1790, la population de Guiscriff nous est connu avec une plus grande précision grâce aux recensements officiels. Guiscriff totalise une population de 2 668 habitants, selon un état dressé par les commissaires du roi en 1790. Après avoir connu une forte croissance démographique au cours du XIXe siècle grâce à une natalité vigoureuse la commune de Guiscriff a enregistré son maximum démographique dans l'Entre-deux-guerres avec une population de 5 896 habitants au recensement de 1921 malgré les lourdes pertes humaines dues à la Première Guerre mondiale. Depuis la fin de la Seconde Guerre mondiale la population ne cesse de décroître à la suite d'un important exode rural. L'implantation sur son territoire de l'abattoir de Keranna ainsi que d'un aérodrome n'ont pas permis d'enrayer ce processus.
L'évolution du nombre d'habitants est connue à travers les recensements de la population effectués dans la commune depuis 1793. Pour les communes de moins de 10 000 habitants, une enquête de recensement portant sur toute la population est réalisée tous les cinq ans, les populations de référence des années intermédiaires étant quant à elles estimées par interpolation ou extrapolation. Pour la commune, le premier recensement exhaustif entrant dans le cadre du nouveau dispositif a été réalisé en 2005.

En 2022, la commune comptait 2 053 habitants, en évolution de −3,48 % par rapport à 2016 (Morbihan : +3,82 %, France hors Mayotte : +2,11 %).
| 1793  | 1800  | 1806  | 1821  | 1831  | 1836  | 1841  | 1846  | 1851  |
| ----- | ----- | ----- | ----- | ----- | ----- | ----- | ----- | ----- |
| 2 786 | 2 695 | 2 500 | 3 631 | 2 786 | 3 153 | 3 016 | 3 418 | 3 570 |

| 1856  | 1861  | 1866  | 1872  | 1876  | 1881  | 1886  | 1891  | 1896  |
| ----- | ----- | ----- | ----- | ----- | ----- | ----- | ----- | ----- |
| 3 396 | 3 452 | 3 531 | 3 558 | 3 724 | 3 754 | 3 894 | 4 330 | 4 594 |

| 1901  | 1906  | 1911  | 1921  | 1926  | 1931  | 1936  | 1946  | 1954  |
| ----- | ----- | ----- | ----- | ----- | ----- | ----- | ----- | ----- |
| 4 660 | 4 972 | 5 380 | 5 896 | 5 525 | 5 182 | 5 063 | 5 034 | 4 222 |

| 1962  | 1968  | 1975  | 1982  | 1990  | 1999  | 2005  | 2006  | 2010  |
| ----- | ----- | ----- | ----- | ----- | ----- | ----- | ----- | ----- |
| 3 740 | 3 377 | 2 931 | 2 734 | 2 529 | 2 394 | 2 319 | 2 307 | 2 344 |

| 2015  | 2020  | 2022  | - | - | - | - | - | - |
| ----- | ----- | ----- | - | - | - | - | - | - |
| 2 155 | 2 081 | 2 053 | - | - | - | - | - | - |

#### Pyramide des âges
La population de la commune est relativement âgée.
En 2018, le taux de personnes d'un âge inférieur à 30 ans s'élève à 24,1 %, soit en dessous de la moyenne départementale (31,2 %). À l'inverse, le taux de personnes d'âge supérieur à 60 ans est de 38,2 % la même année, alors qu'il est de 31,3 % au niveau départemental.
En 2018, la commune comptait 1 042 hommes pour 1 044 femmes, soit un taux de 50,05 % de femmes, légèrement inférieur au taux départemental (51,51 %).
Les pyramides des âges de la commune et du département s'établissent comme suit.
| Hommes | Classe d’âge | Femmes |
| ------ | ------------ | ------ |
| 0,9    | 90 ou +      | 2,9    |
| 8,6    | 75-89 ans    | 14,5   |
| 25,2   | 60-74 ans    | 24,4   |
| 26,7   | 45-59 ans    | 23,4   |
| 13,0   | 30-44 ans    | 12,2   |
| 11,8   | 15-29 ans    | 10,9   |
| 13,8   | 0-14 ans     | 11,7   |

| Hommes | Classe d’âge | Femmes |
| ------ | ------------ | ------ |
| 0,8    | 90 ou +      | 2,2    |
| 8,5    | 75-89 ans    | 11,6   |
| 20,5   | 60-74 ans    | 21,6   |
| 20,6   | 45-59 ans    | 20     |
| 17     | 30-44 ans    | 16,3   |
| 15,5   | 15-29 ans    | 13     |
| 17,1   | 0-14 ans     | 15,2   |

## Économie
La population active ayant un emploi s'élevait à 876 individus en 2006 dont 77,2 % de salariés. Environ la moitié d'entre eux, 48,6 %, exerçaient leur activité sur la commune de Guiscriff. On dénombrait parmi eux 119 agriculteurs exploitants, 350 ouvriers, 230 employés et professions intermédiaires, 76 artisans et commerçants et 52 cadres et professions intellectuelles supérieures.
Le principal employeur présent sur le territoire de la commune est l'abattoir de volailles (poulets et dindes) La Chaillotine rebaptisé Les Volailles de Keranna après sa reprise par le groupe Glon. La biscuiterie Louis Le Goff, qui produit notamment des gâteaux bretons, est le second employeur de la commune.
Une piste d'aviation, l' aérodrome de Keranna, a été aménagée près de l'usine. Elle était notamment utilisée par l'homme d'affaires Gérard Bourgoin, ancien propriétaire de la Chaillotine, dans le cadre de ses déplacements professionnels.

### Revenus de la population et fiscalité
Les indicateurs de revenus et de fiscalité à Guiscriff et dans l'ensemble du Morbihan en 2016 sont présentés ci-dessous.
|                                                                   | Guiscriff | Morbihan |
| ----------------------------------------------------------------- | --------- | -------- |
| Nombre de ménages fiscaux                                         | 1 038     | 332 909  |
| Nombre de personnes dans les ménages fiscaux                      | 2 147     | 740 023  |
| Médiane du revenu disponible par unité de consommation (en euros) | 18 951    | 20 607   |
| Part des ménages fiscaux imposés                                  | 40,0 %    | 49,1 %   |

### Secteur primaire
Le tableau ci-dessous présente les principales caractéristiques des exploitations agricoles de Guiscriff, observées entre 1988 et 2010, soit sur une période de 22 ans.
|                                                           | 1988    | 2000    | 2010    |
| --------------------------------------------------------- | ------- | ------- | ------- |
| Nombre d’exploitations                                    | 254     | 117     | 77      |
| Équivalent Unité de travail annuel (UTA)                  | 385     | 176     | 110     |
| Surface agricole utile (SAU) (ha)                         | 5 951   | 5 201   | 5 133   |
| Superficie en terres labourables (ha)                     | 4 382   | 4 340   | 4 332   |
| Superficie toujours en herbe (ha)                         | 1 546   | 859     | 799     |
| Cheptel - gros bétail (nombre de têtes)                   | 13 189  | 13 207  | 11 705  |
| Nombre d’exploitations ayant des vaches laitières         | 151     | 67      | 40      |
| Vaches laitières (nombre de têtes)                        | 3 348   | 2 544   | 2 421   |
| Nombre d’exploitations ayant des poulets de chair et coqs | 76      | 5       | 5       |
| Poulets de chair et coqs (nombre de têtes)                | 113 310 | 127 011 | 149 950 |

Voir aussi Économie à Roi Morvan Communauté

## Événements
- journées portes ouvertes de l'aérodrome de Keranna
- exposition de crèches du monde dans l'église Saint-Pierre-et-Saint-Paul (décembre).

## Culture locale et patrimoine

### Patrimoine religieux

#### Édifices religieux
Guiscriff comptait autrefois neuf chapelles sur son territoire. Trois d'entre elles n'existent plus aujourd'hui : Saint-Adrien, Saint-Mathurin et Notre-Dame de Locongé.

##### L'église Saint-Pierre-et-Saint-Paul(XVe-XVIesiècle)
L'église, en forme de croix latine et à faux transept, porte les dates 1670 et 1723, dates de différentes restaurations. Les parties les plus anciennes de l'édifice datent du début du XVIe siècle. La tour porche, de style baroque, a été rajoutée au XVIIe siècle. La flèche et la chambre des cloches sont des remplois de l'ancienne église paroissiale de Scaër. Leur montage date de 1893. Les seigneurs de Penehoc y jouissaient des droits de prééminence en 1630 et Jacques de Kergus, seigneur de Kerstang, à cause de sa terre de Kervelaouen, en 1685.

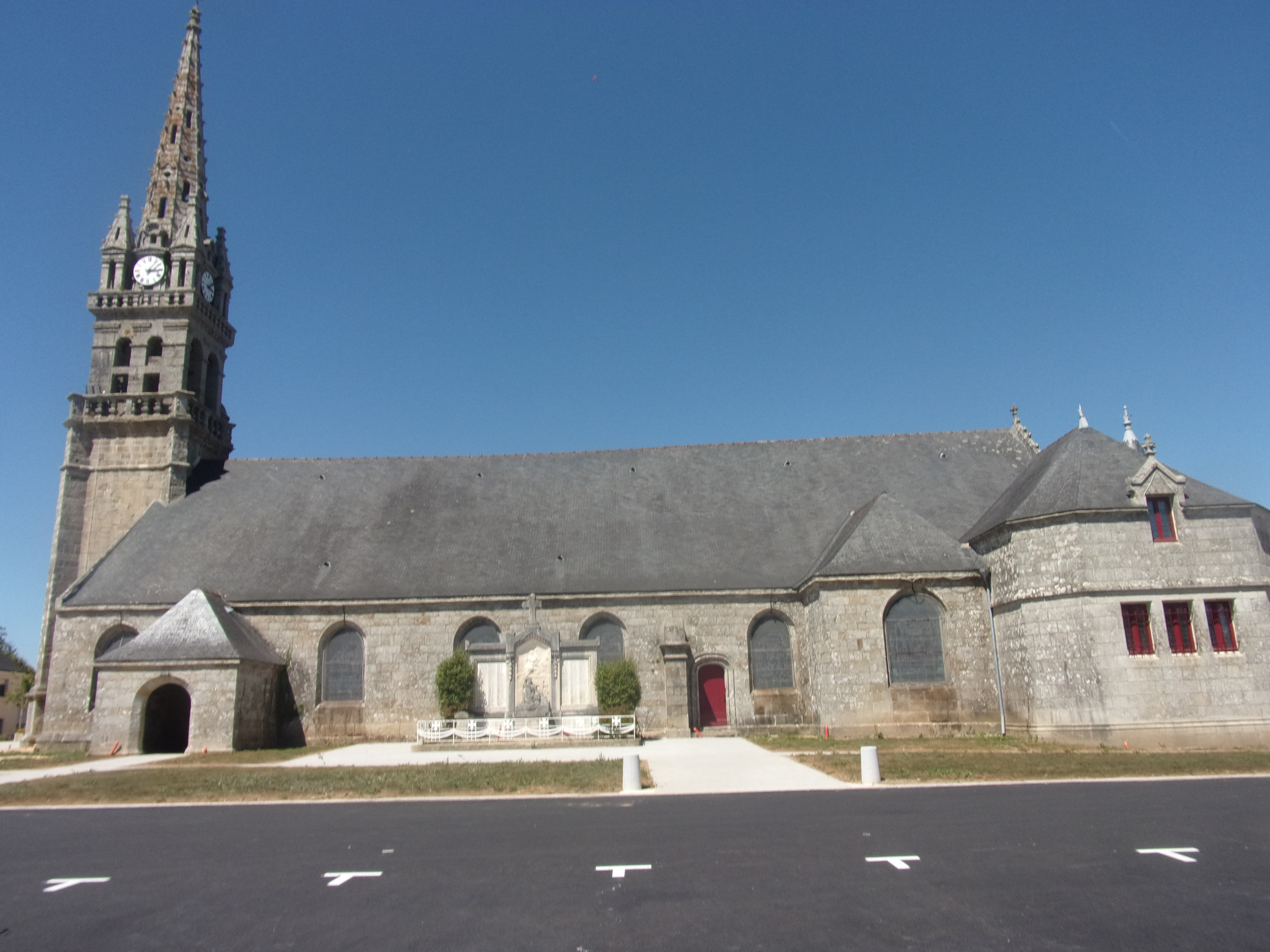
La façade sud de l'église.
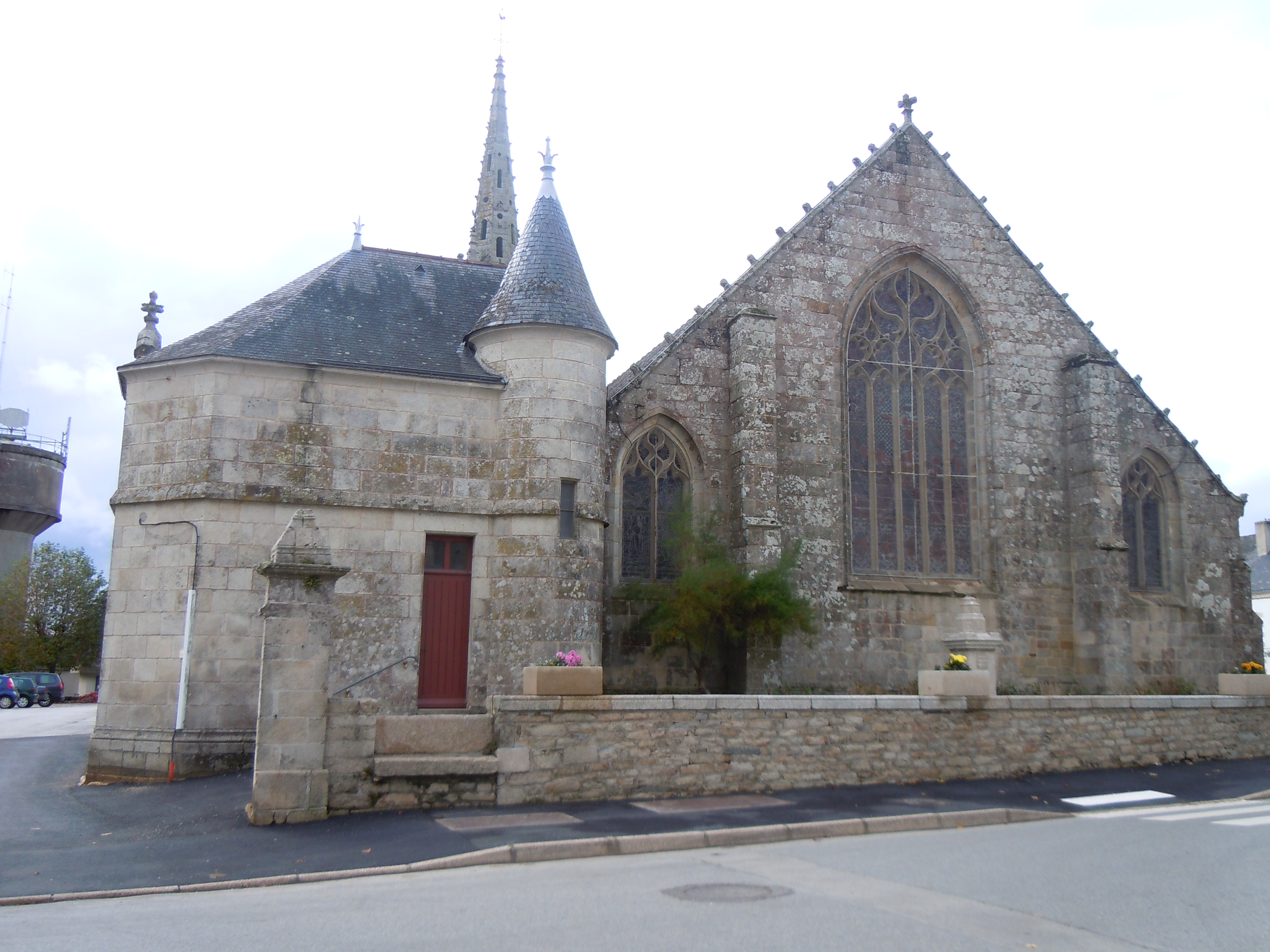
Le chevet de l'église.

##### Lachapelle Saint-Maudé(XVe-XVIesiècle)
La chapelle est située dans le village de Saint-Maudé, à l'est du Bourg. Elles se compose de deux parties : le transept et le chœur du XVIe siècle et la nef, plus ancienne, difficile à dater. Le sommet d'un vitrail, classé à titre d'objet le 8 mai 1978, représente, d'une part, deux anges tenant les instruments de la Passion (à gauche la colonne de la flagellation, à droite soit la lance de la transfixion soit le bâton où était fixée l'éponge), d'autre part, dans un écu aux formes germaniques, les armes d'une famille non identifiée, qui se lisent: d'azur au chef d'or chargé de trois coquilles de gueules.

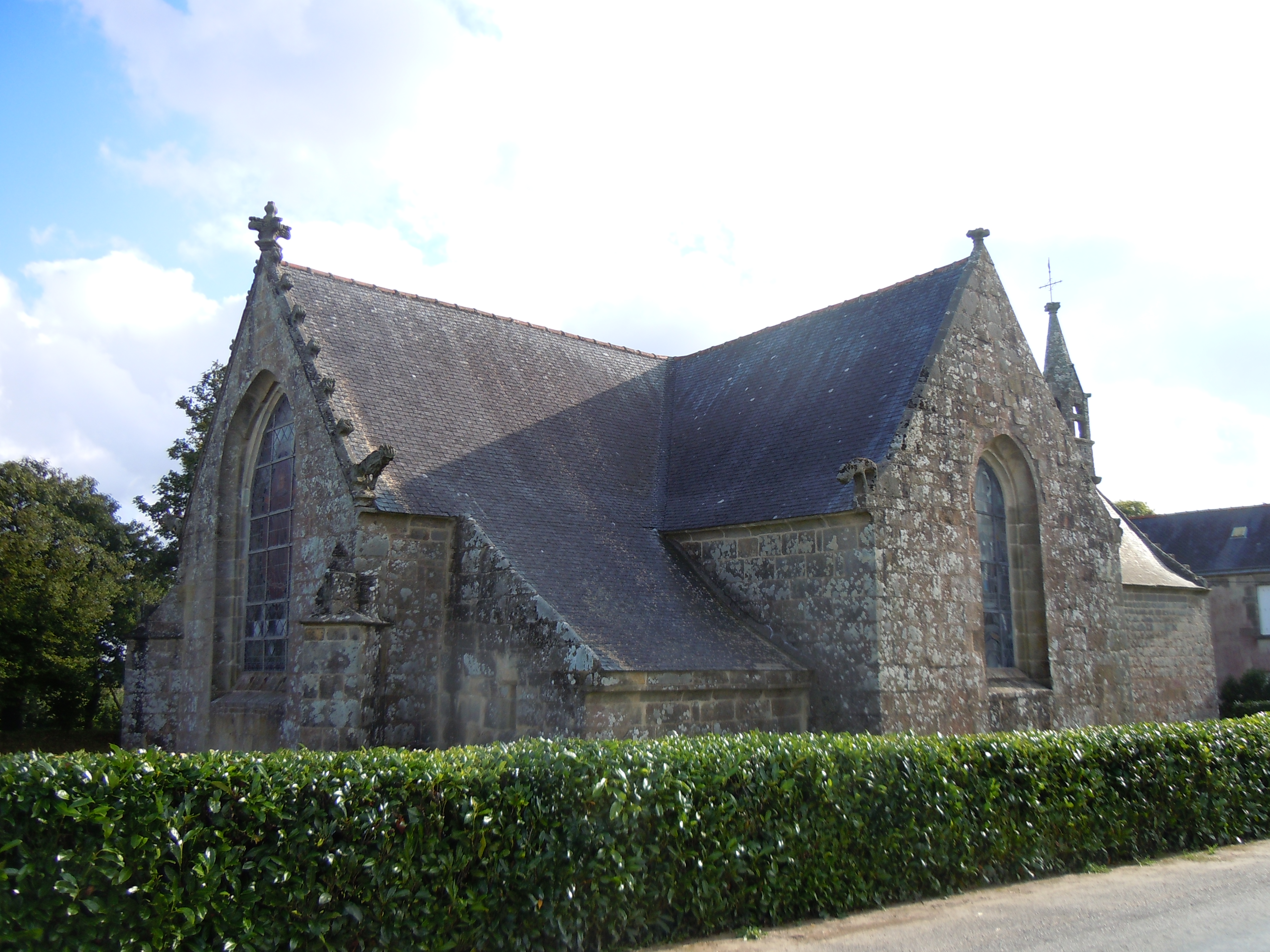
Le chevet et la façade nord.
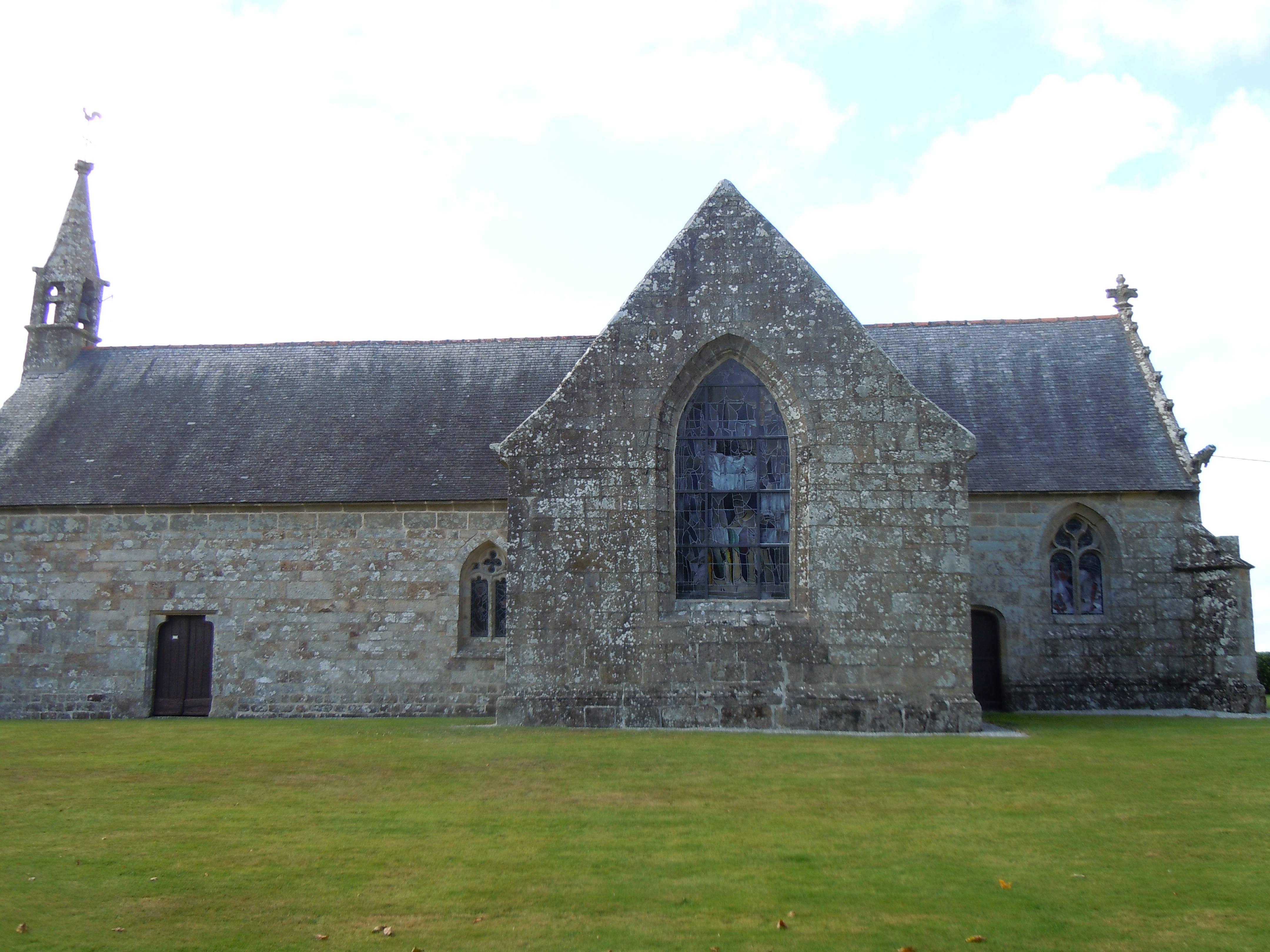
La façade sud.
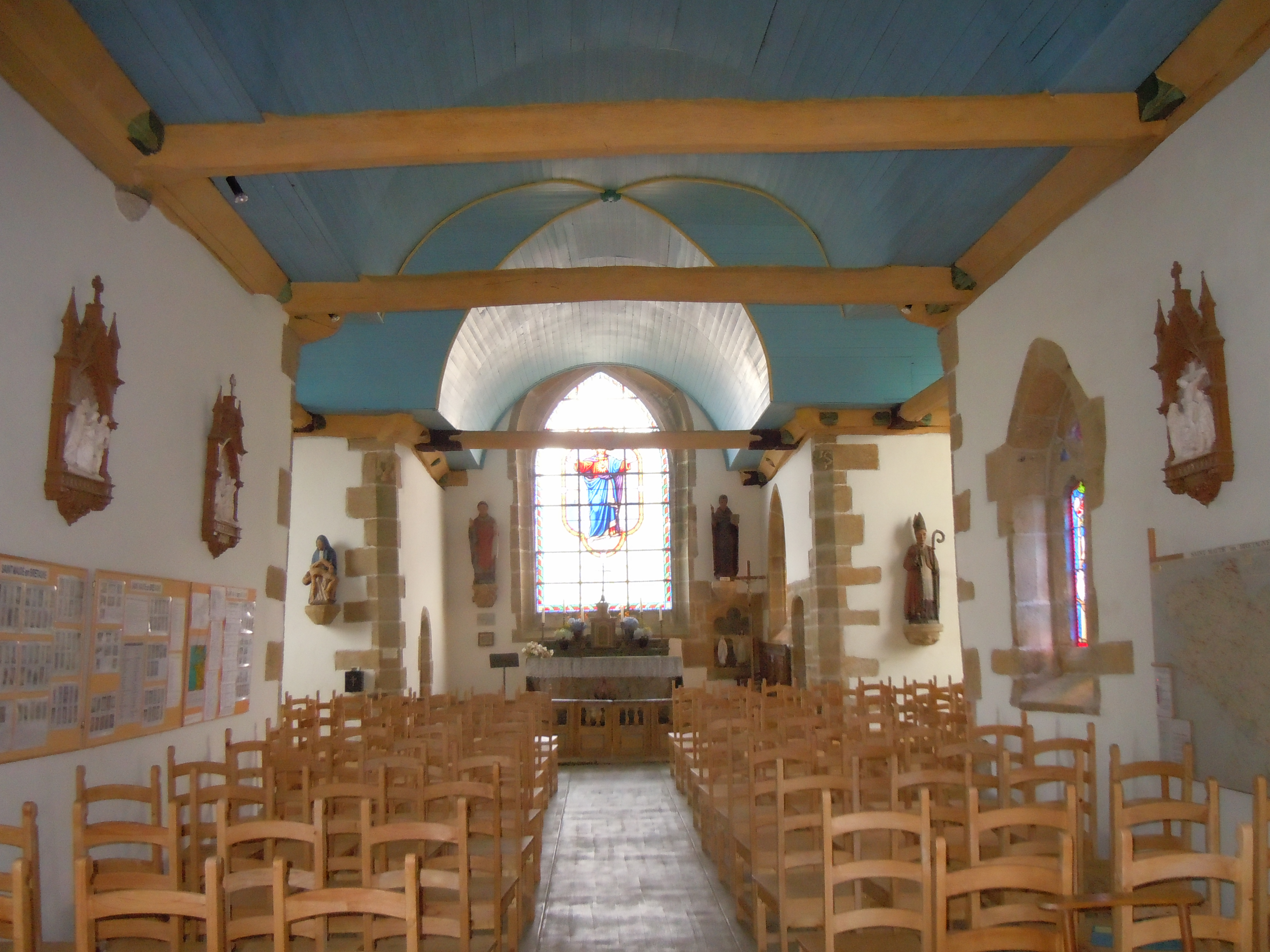
Vue de l'intérieur prise en direction du chœur.
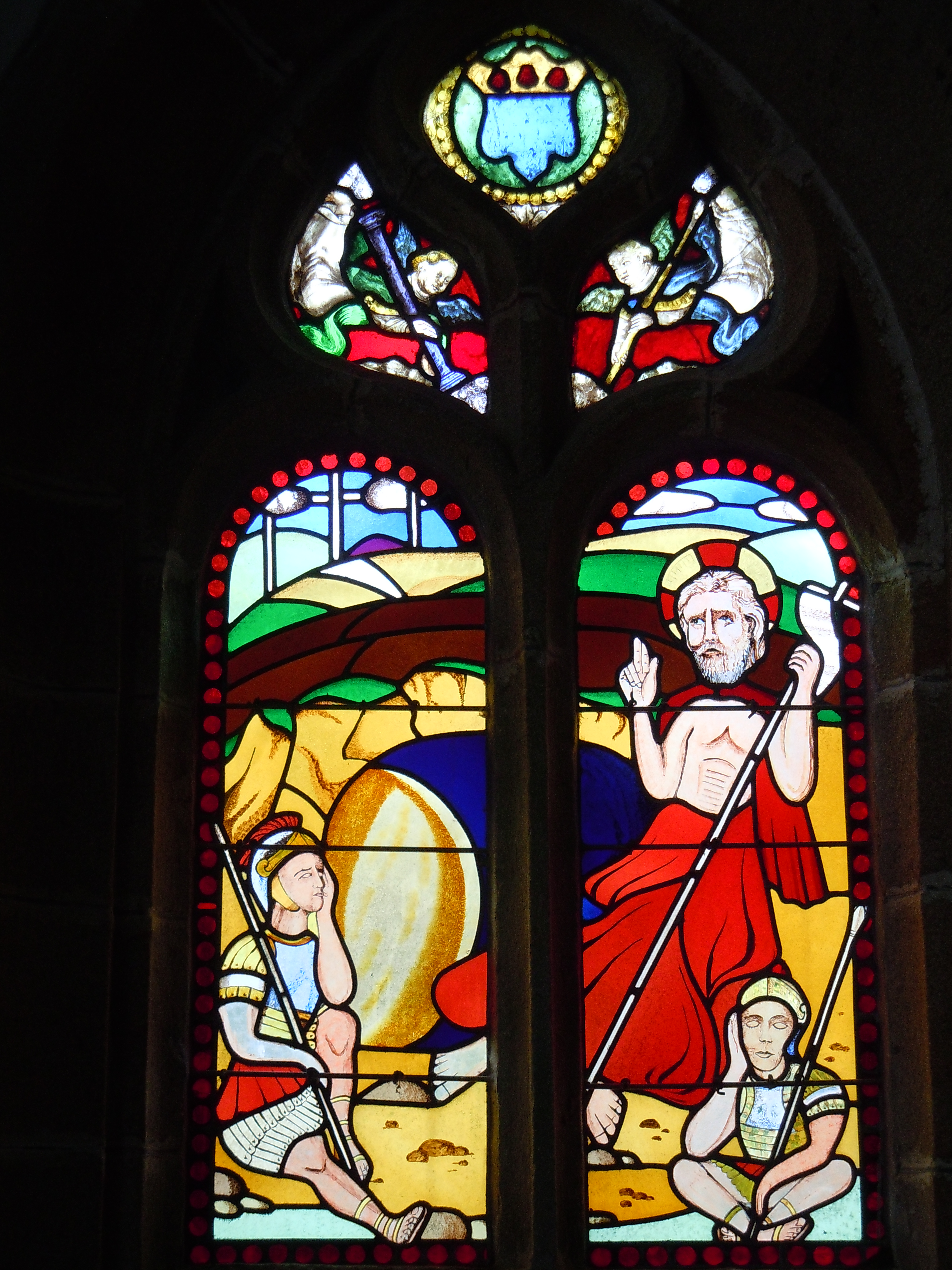
Vitrail avec un écu inconnu de forme germanique.

##### Lachapelle Saint-Éloi(XVe-XVIesiècle)
La chapelle est située à l'extrémité sud de la commune, dans le village éponyme. En forme de croix latine au plan irrégulier, elle est construite sur les terres de l'abbaye Sainte Croix de Quimperlé qui possédait aussi avant la Révolution le village voisin de Saoutalarin. Saint Eloi étant le saint protecteur des chevaux le lieu a connu pendant longtemps une activité importante. On peut y voir une statue en bois polychrome du XVIIe représentant le saint en train de ferrer un cheval ainsi que des ex-voto de chevaux en bois. Au pignon du chevet, figurent les armes de Bretagne timbrées de la couronne ducale et encadrées de croix grecques. L'ange tenant un phylactère, au-dessus de la porte sud du chœur, avec l'inscription 1414, serait un remploi.

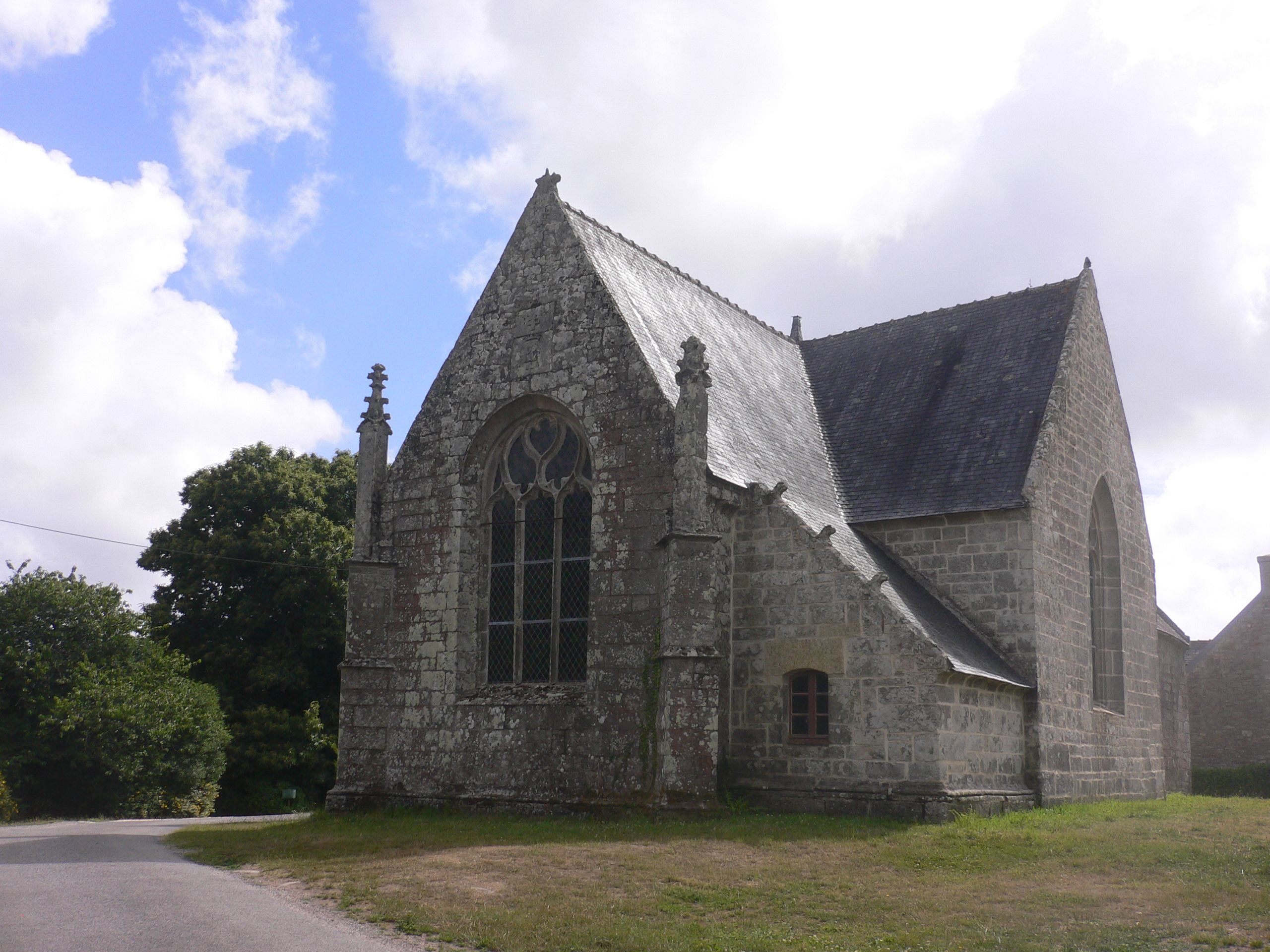
La chapelle Saint-Eloi.
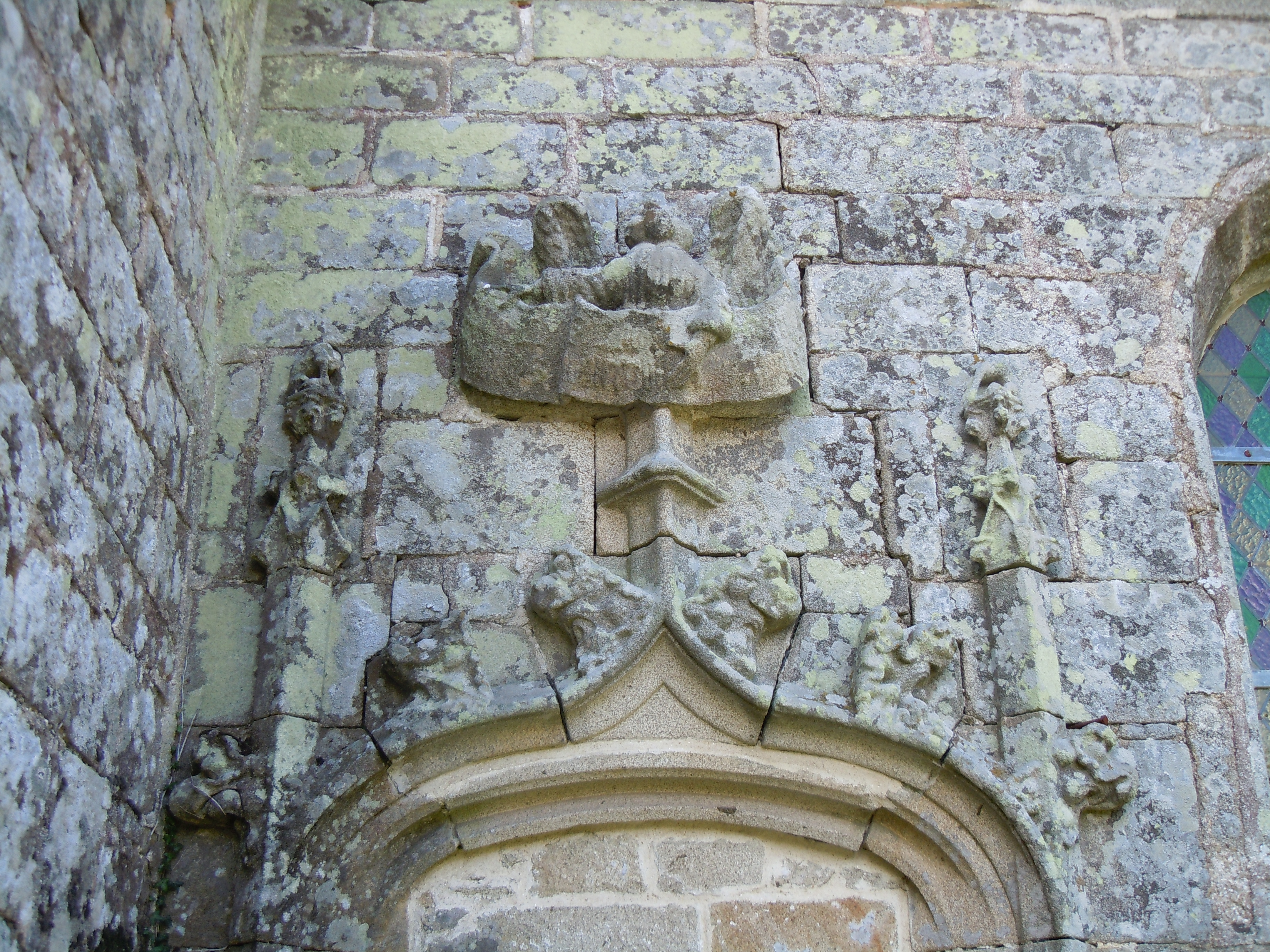
ange portant un phylactère.
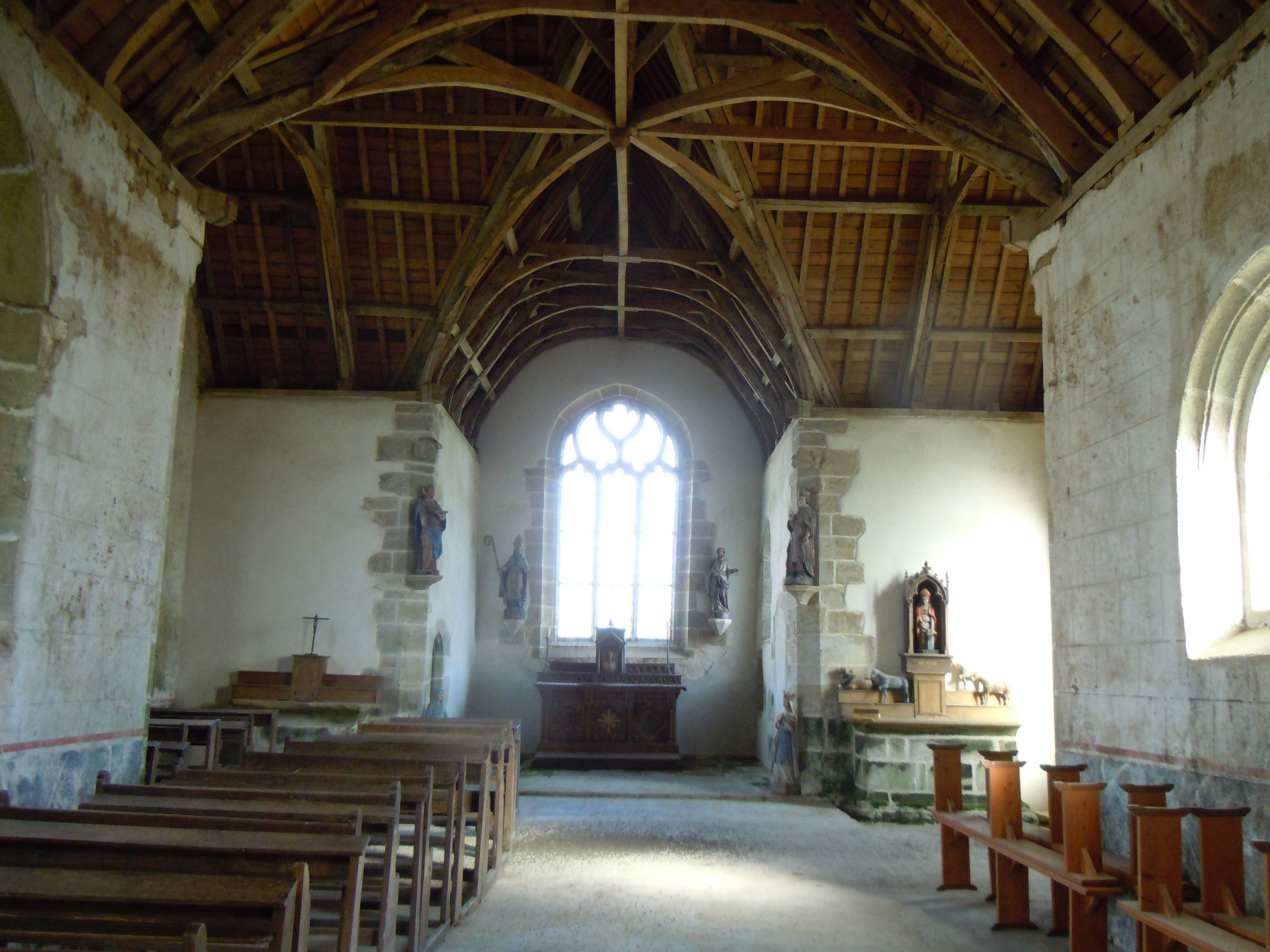
Vue générale de l'intérieur de la chapelle.
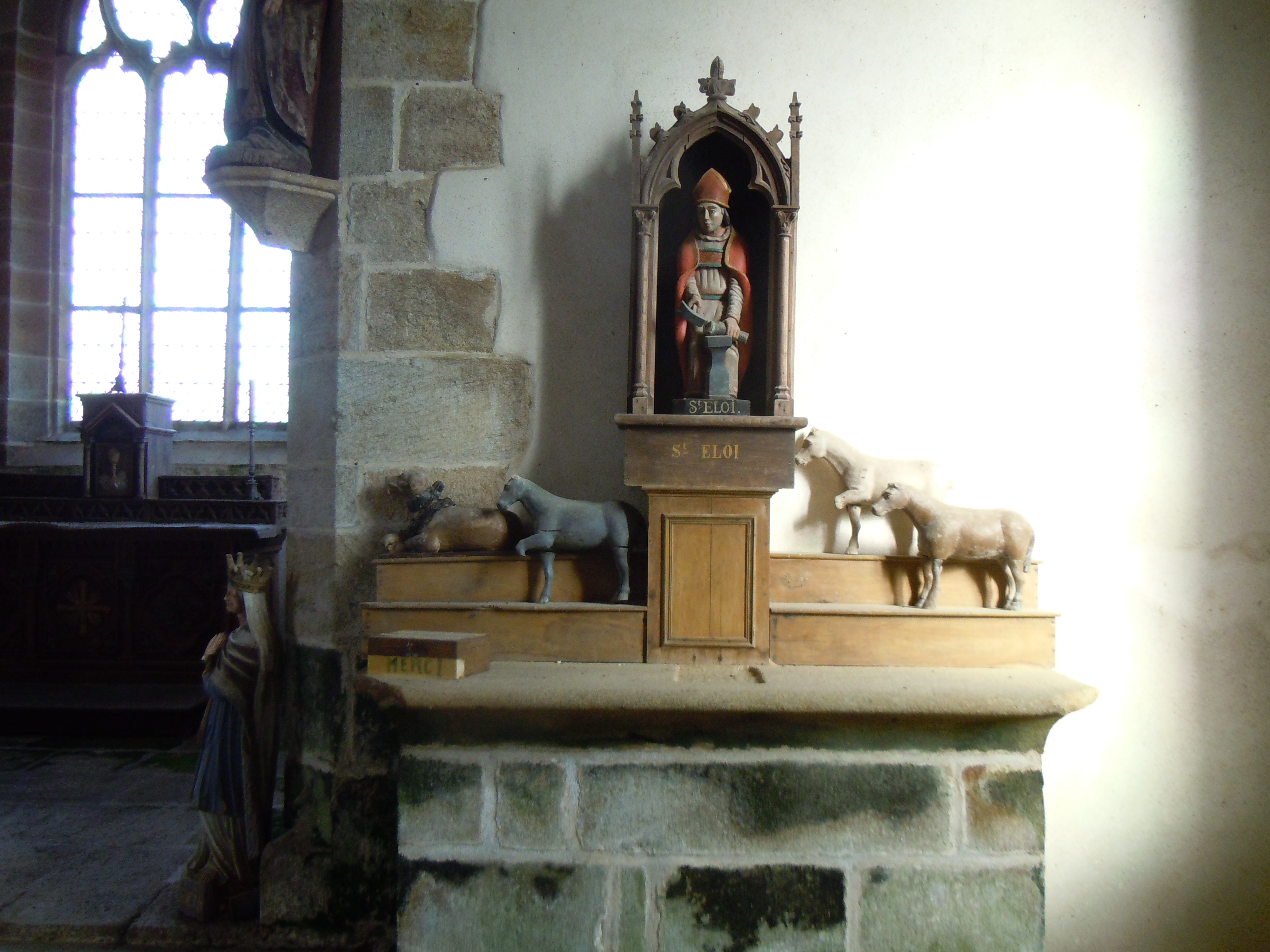
retable, statue de Saint Eloi ferrant un cheval et ex-voto de chevaux en bois.

##### Lachapelle Saint-Antoine(XVIesiècle)
La chapelle Saint-Antoine est située au sud-est de la commune. Chapelle en forme de croix latine et à chevet plat édifiée en 1523 par Guillaume de Toutenoultre, capitaine de Brest et neveu du seigneur de Penehoc, sur ses terres du Cosquer. On peut observer au-dessus du portail ouest de la chapelle les armoiries de cette famille « d'argent à trois hures (têtes) de saumon, coupées d'azur ».

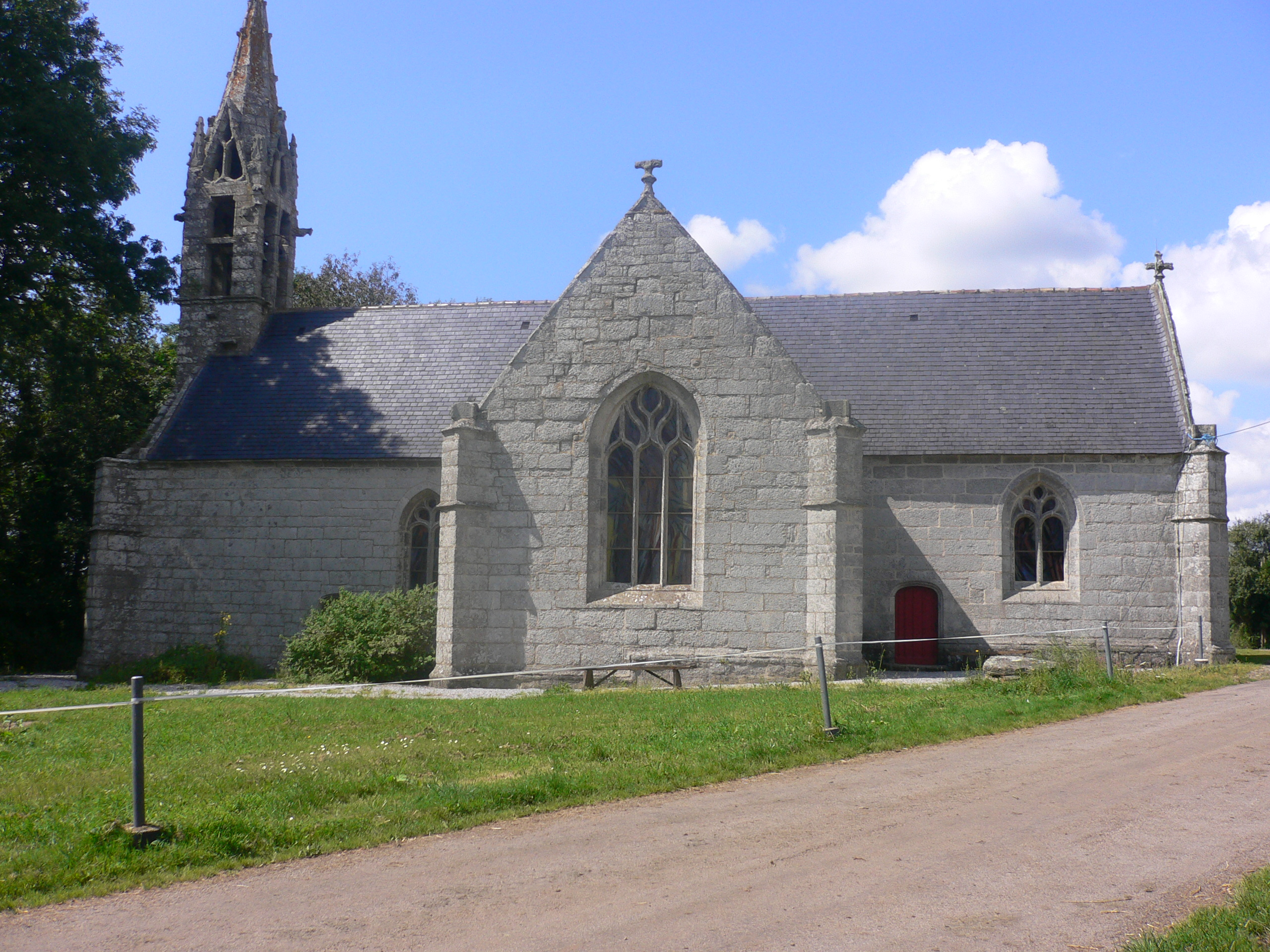
La chapelle Saint-Antoine.
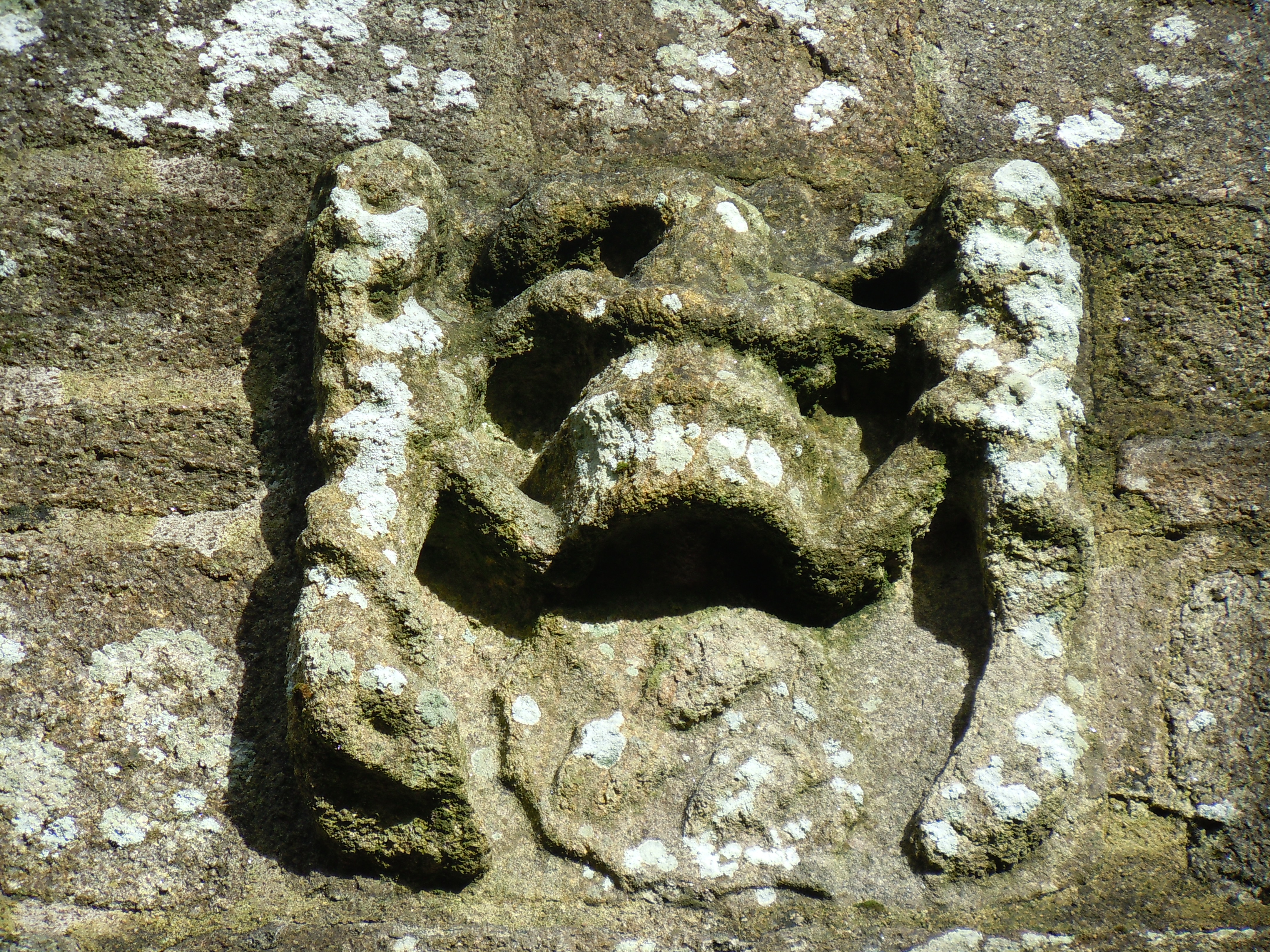
Blason des Toultenoutre, seigneurs de Penehoc, pignon ouest de la chapelle.

##### La chapelle Saint-Tugdual
La chapelle Saint-Tugdual, dédiée à saint Tugdual, est située dans le village du même nom, à l'est de la commune ; une fontaine de dévotion se trouve à proximité.

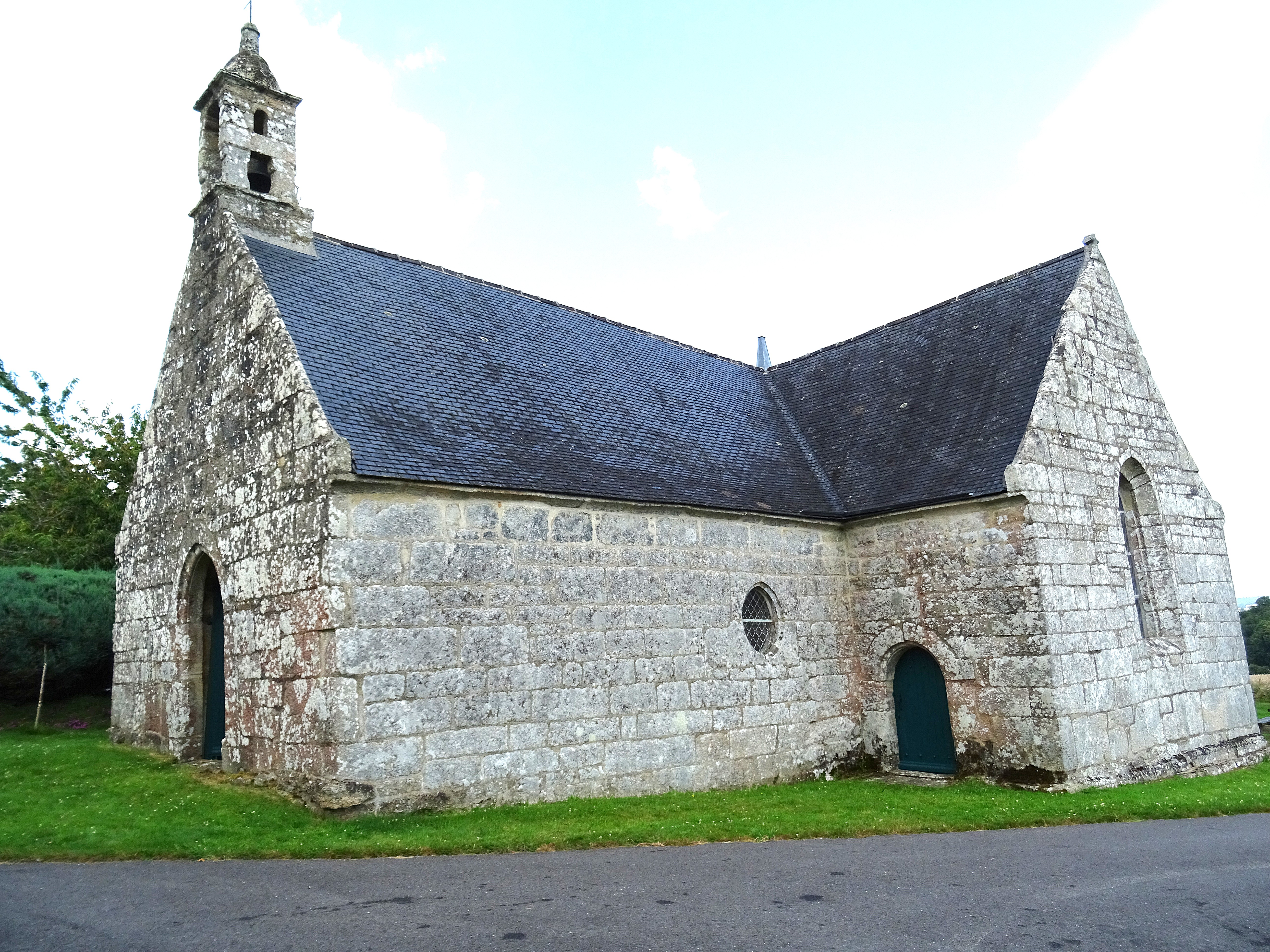
Chapelle Saint-Tugdual : vue extérieure d'ensemble 1.
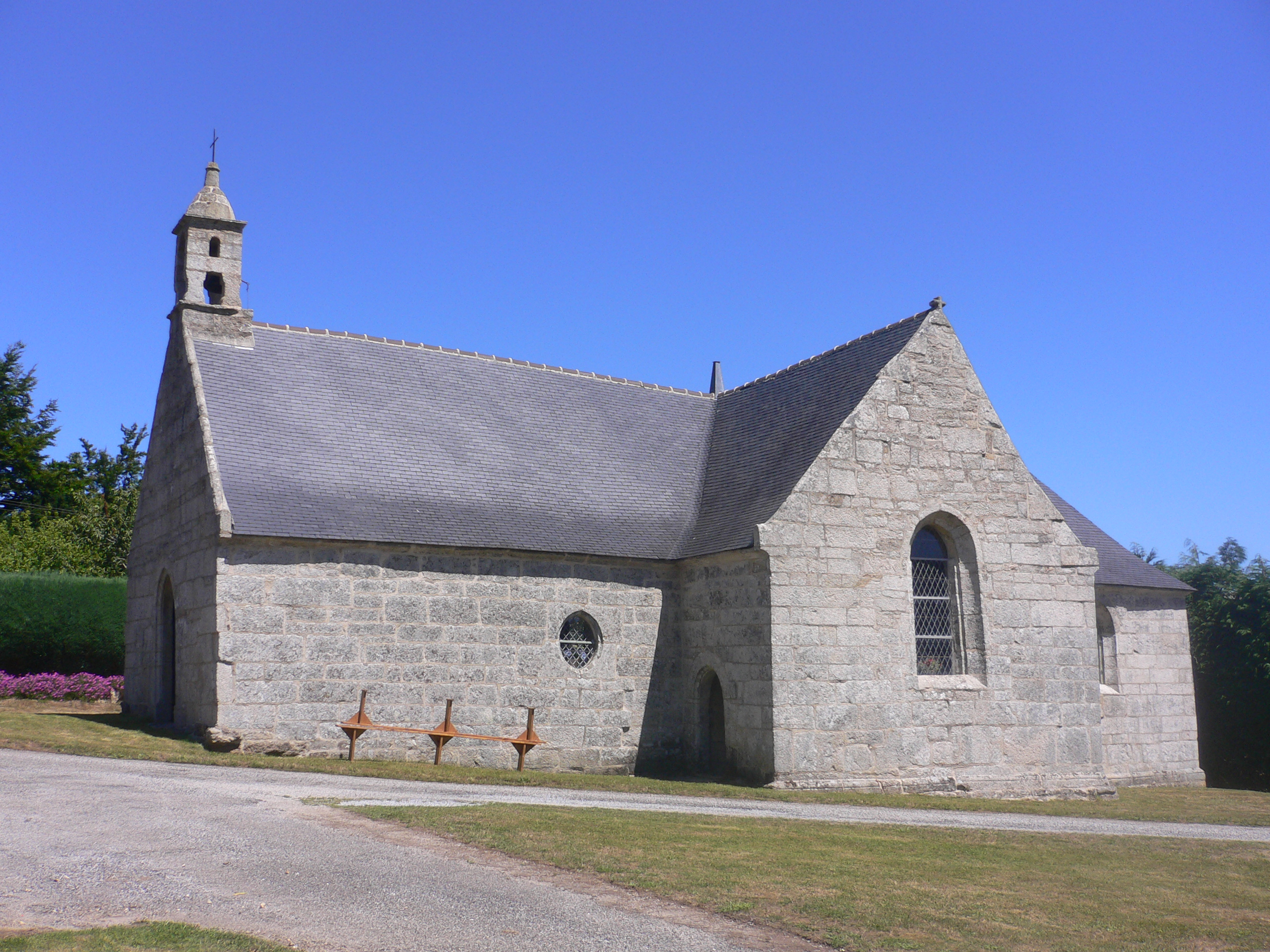
Chapelle Saint-Tugdual : vue extérieure d'ensemble 2.
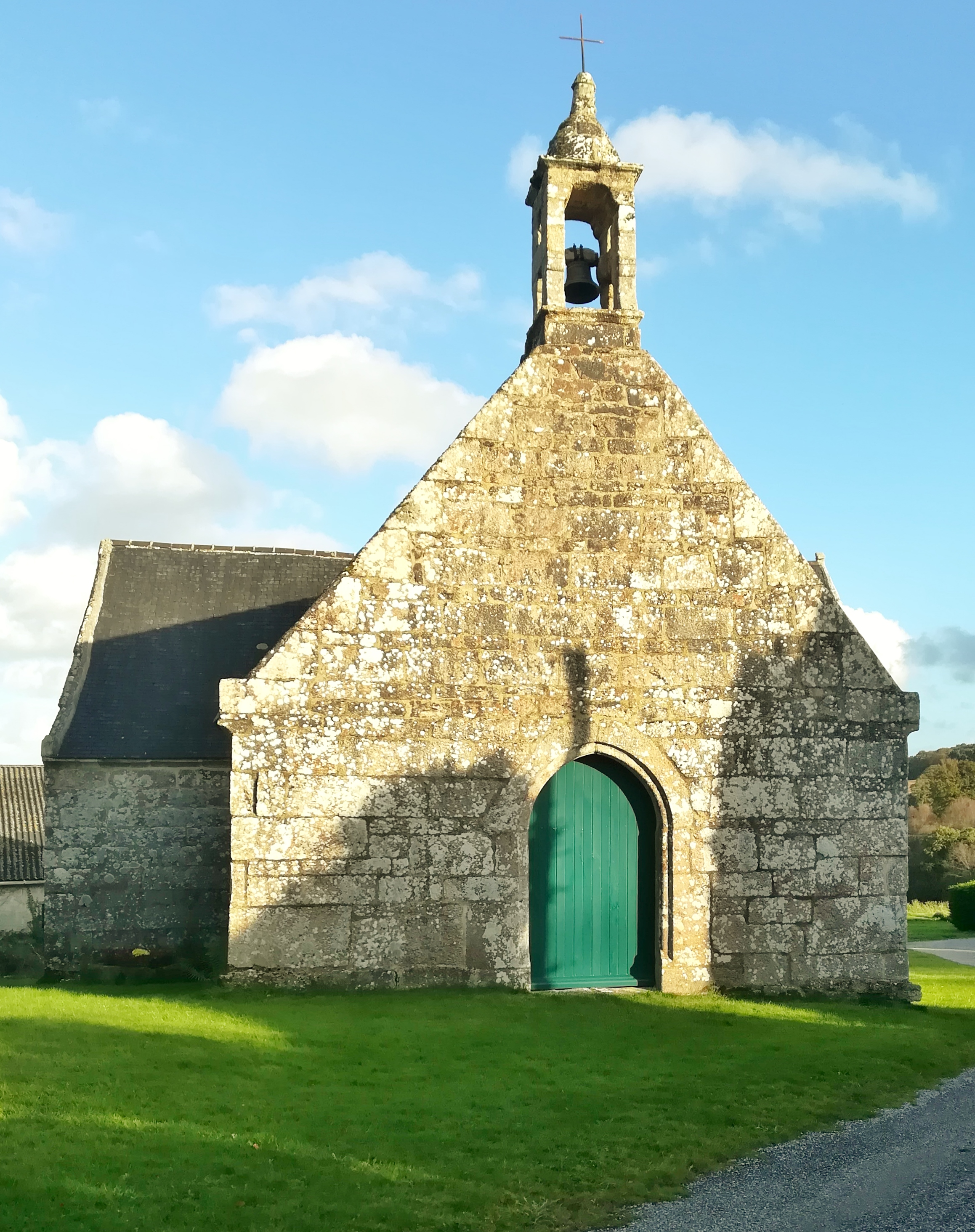
Chapelle Saint-Tugdual : pignon est et clocher.
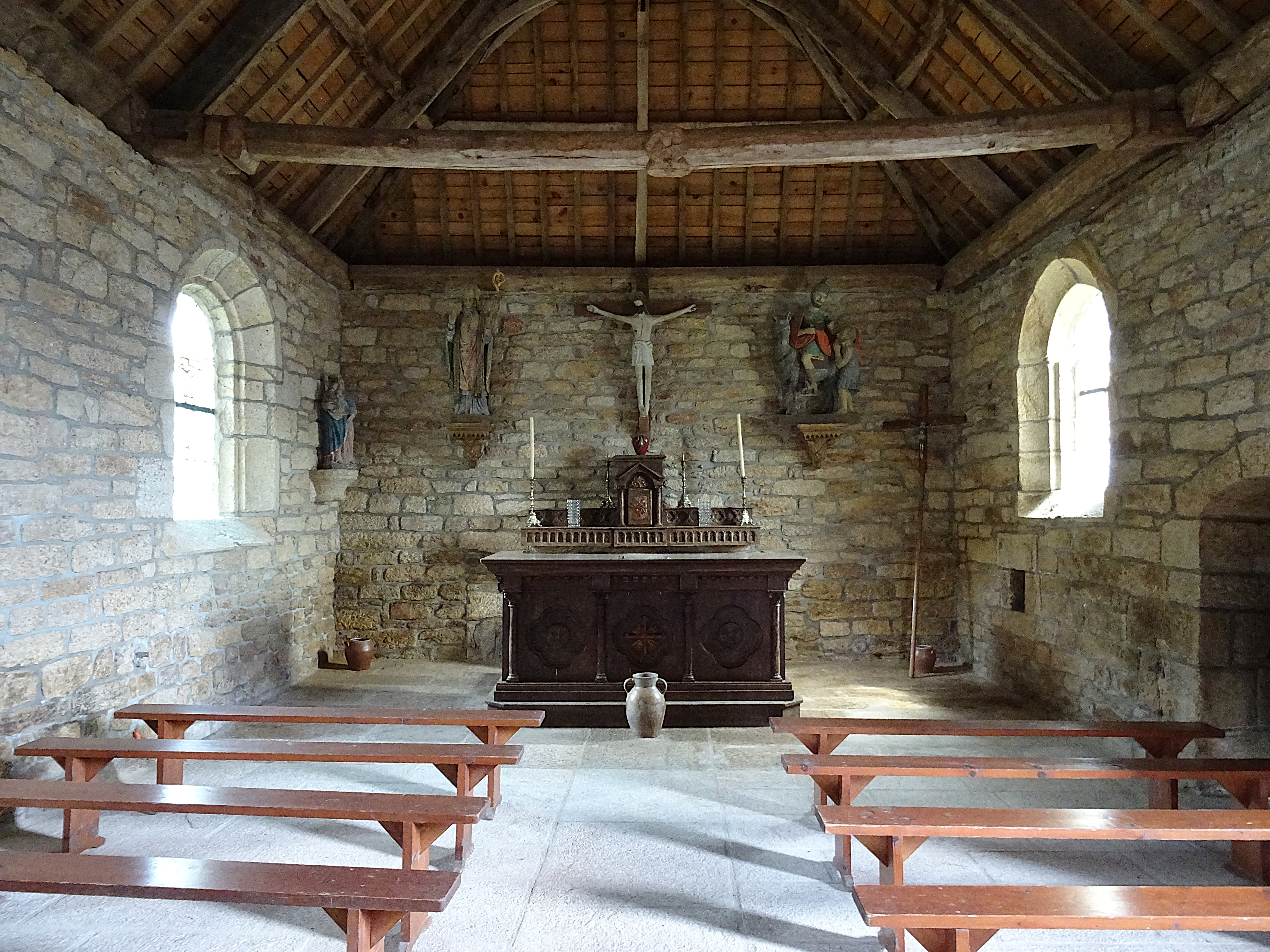
Chapelle Saint-Tugdual : vue intérieure d'ensemble.
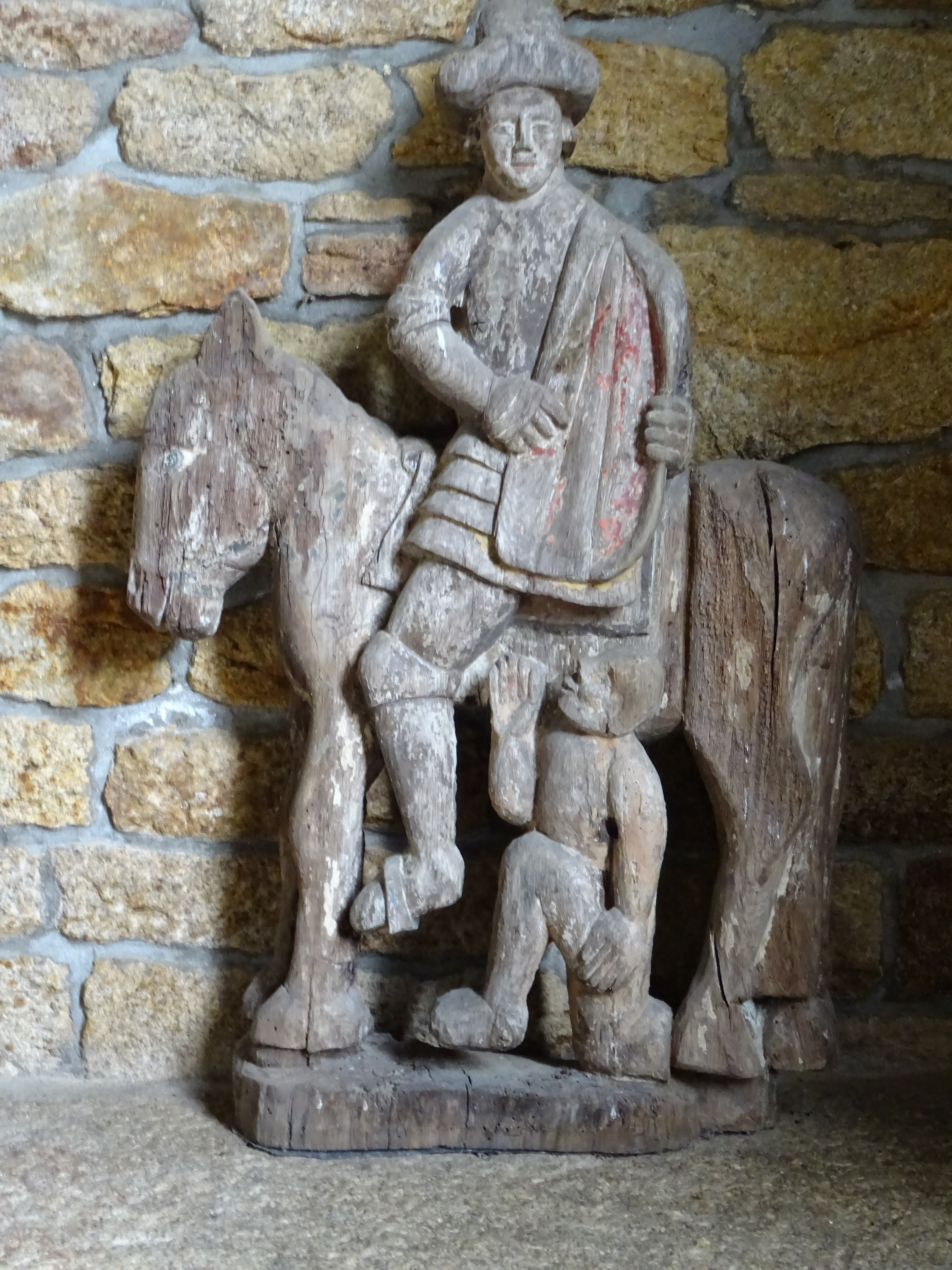
Chapelle Saint-Tugdual de Guiscriff ː Charité de saint Martin (statue en bois polychrome du XVe siècle).
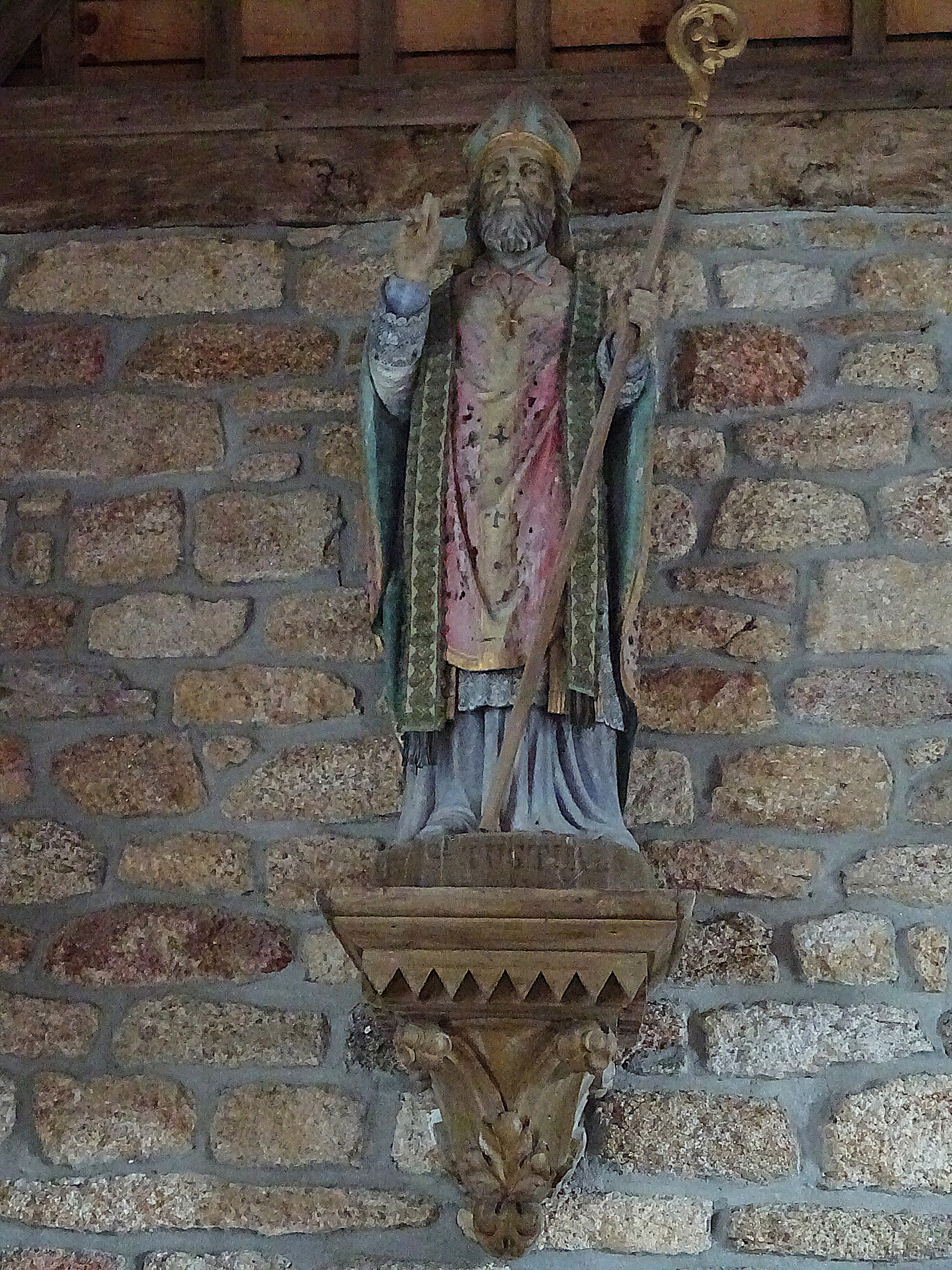
Chapelle Saint-Tugdual de Guiscriff ː statue de saint Tugdual.
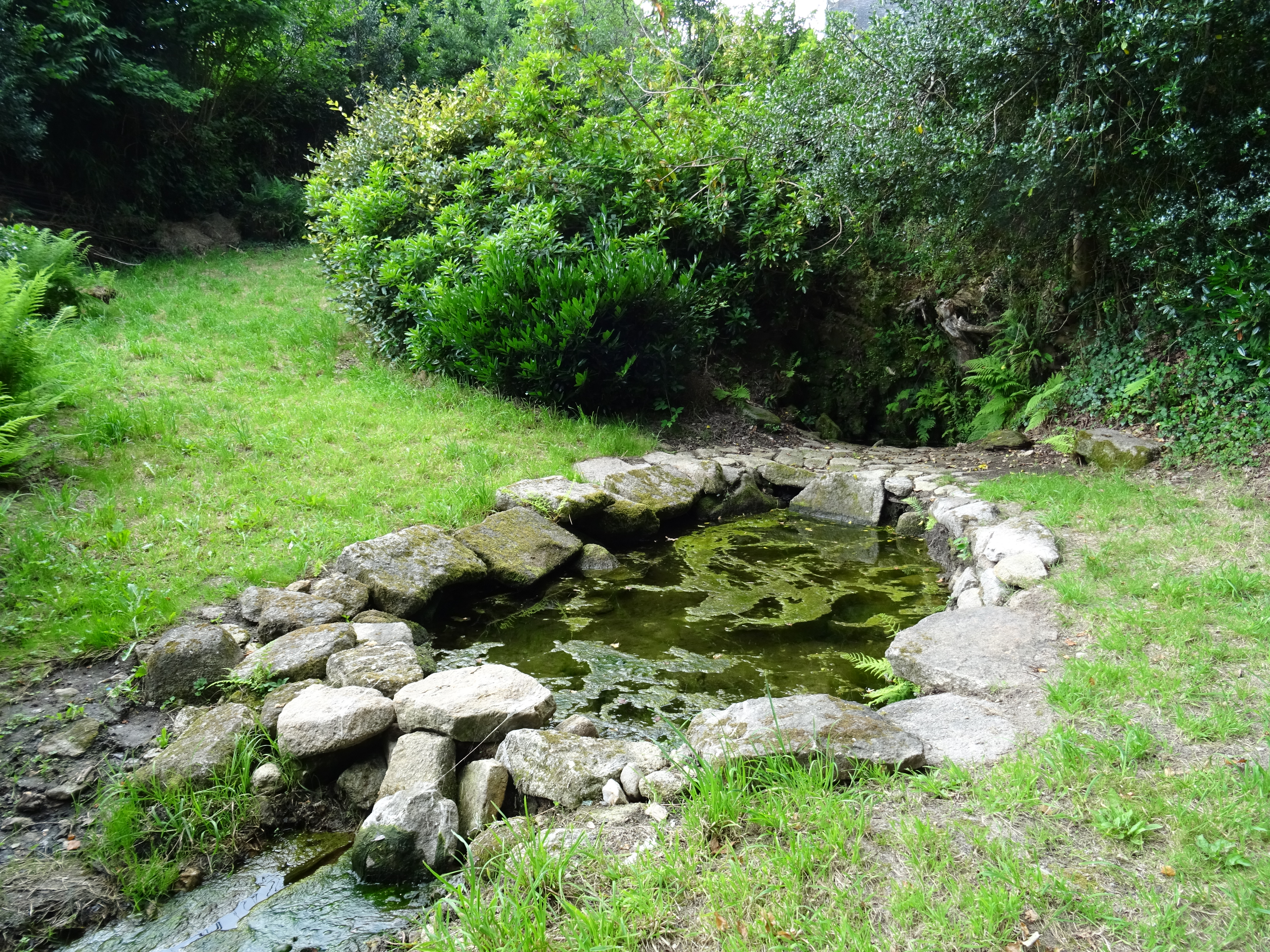
Chapelle Saint-Tugdual de Guiscriff ː la fontaine de dévotion à proximité de la chapelle.

##### La chapelle Notre-Dame de Locmaria (XVIesiècle)
La chapelle est située dans le village de Locmaria, à l'extrémité est de la commune. Les remplages des fenêtres situent la chapelle primitive dans la seconde moitié du XVIe siècle. De la chapelle d'origine ne subsistent que la nef et quelques remplois dans le transept et le choeur.

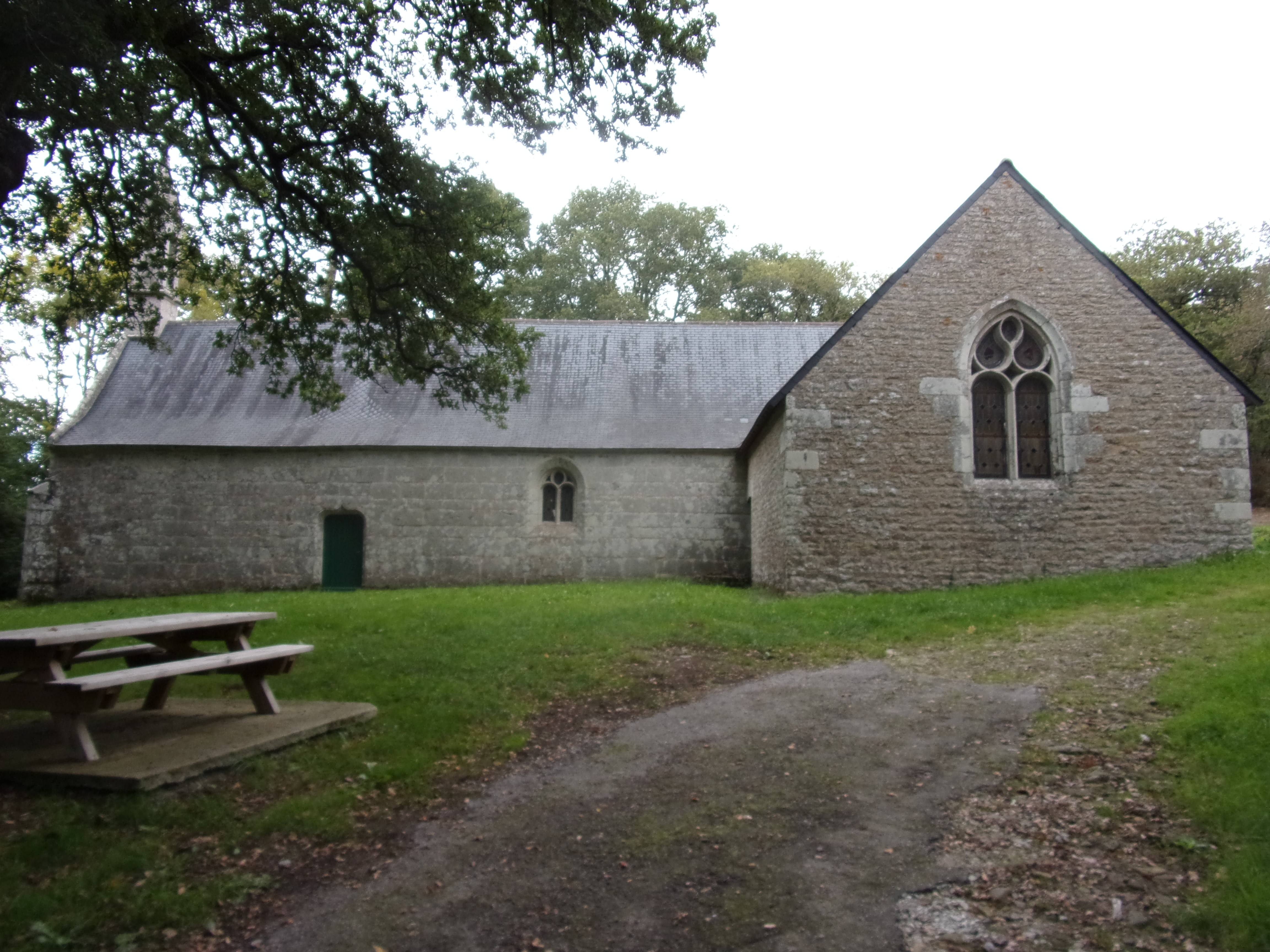
La chapelle Notre-Dame de Locmaria (côté sud).

##### La chapelle Saint-Guénaël (XVIesiècle)
La chapelle est située dans le sud de la commune, près du village de Cosquer Saint-Guénaël. L'édifice, assez modeste et non restauré, est de forme rectangulaire,

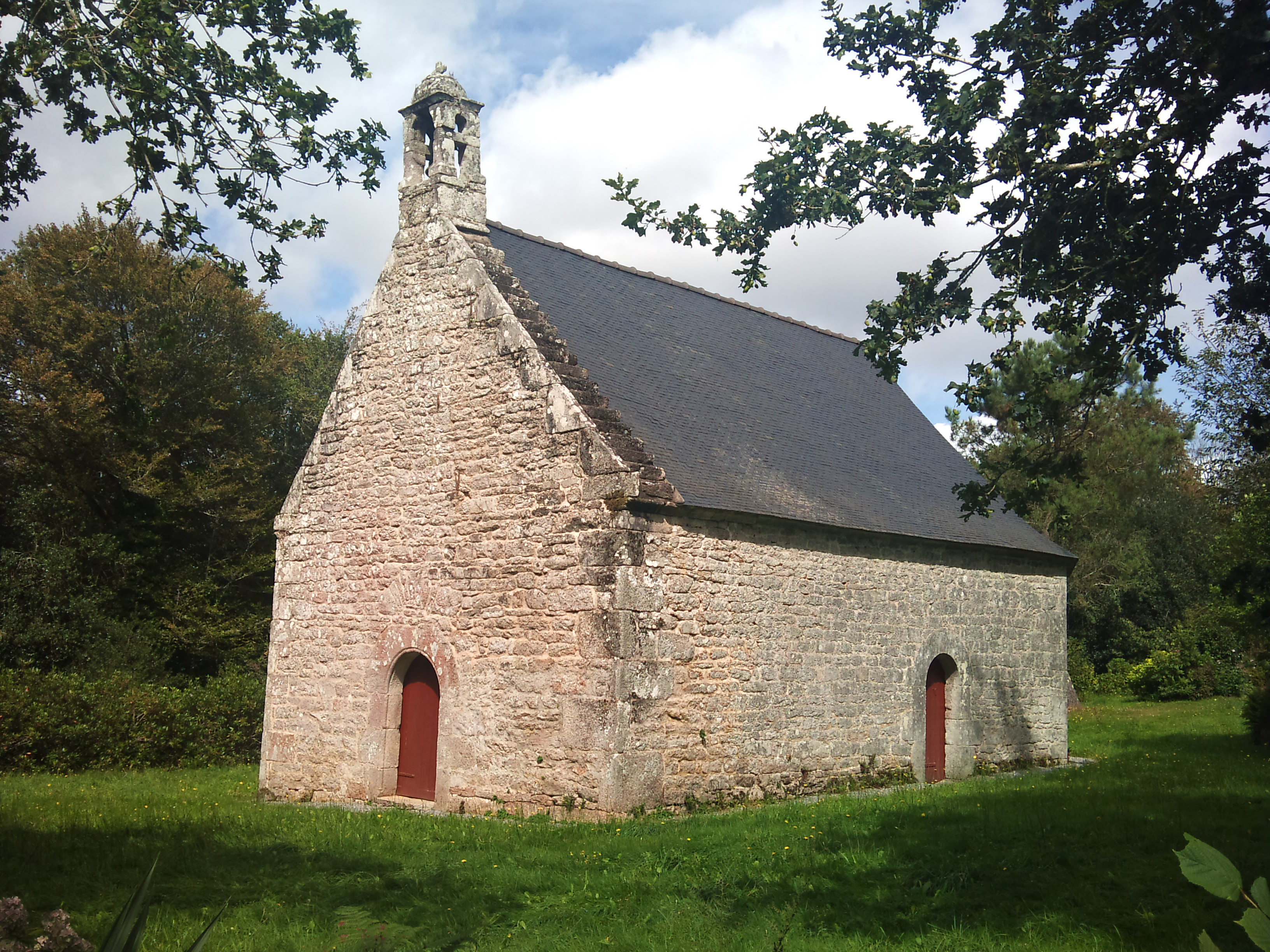
La chapelle Saint-Guénaël.

- le calvaire de Guiscriff

#### Patrimoine civil

##### Monuments préhistoriques
- l'allée couverte de Kerviniou (Néolithique)

##### L'ancienne gare
Elle a été transformée en 2009 en musée « Marie monte dans le train » géré par l'association Ar March Du ("Le Cheval Noir") raconte l'histoire du chemin de fer breton et la vie dans le Centre-Bretagne aux XIXe siècle et XXe siècle.

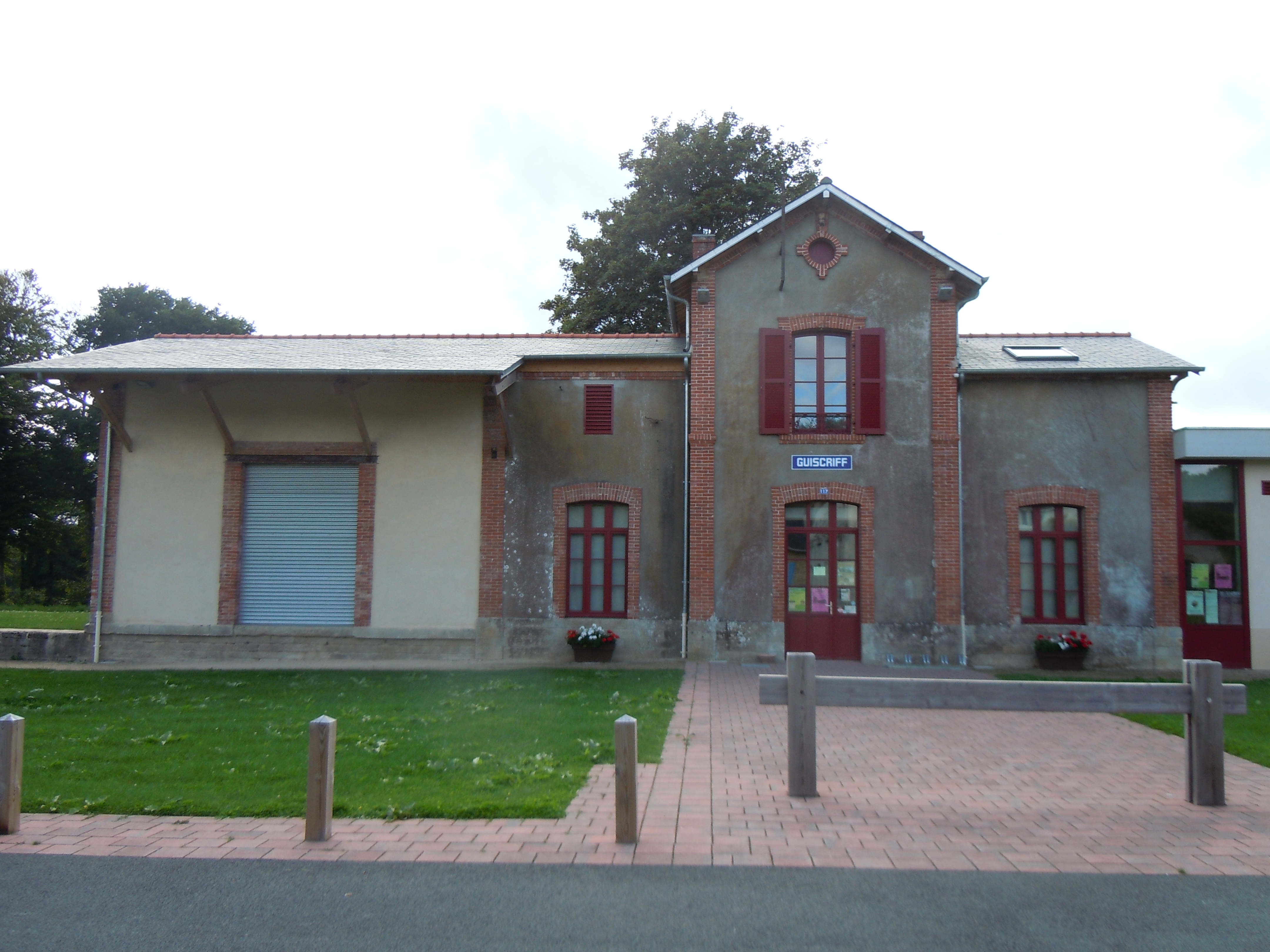
Bâtiment de l'ancienne gare de Guiscriff.
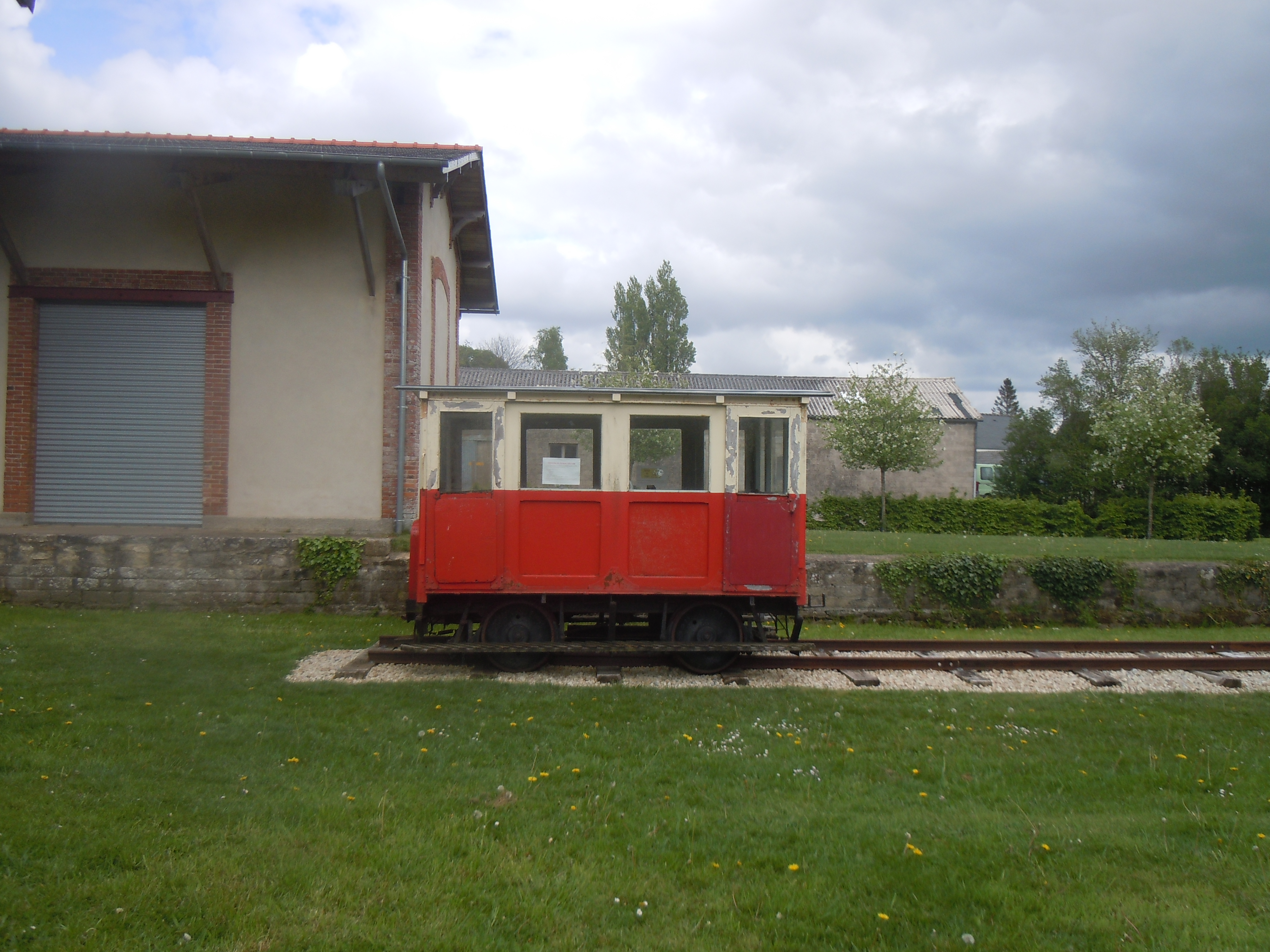
Draisine stationnée devant l'ancienne gare de Guiscriff.

#### L'ancienne voie ferrée reliant Carhaix à Rosporden
Elle a été aménagée en chemin piétonnier et cycliste (voie verte, axe Roscoff-Concarneau).

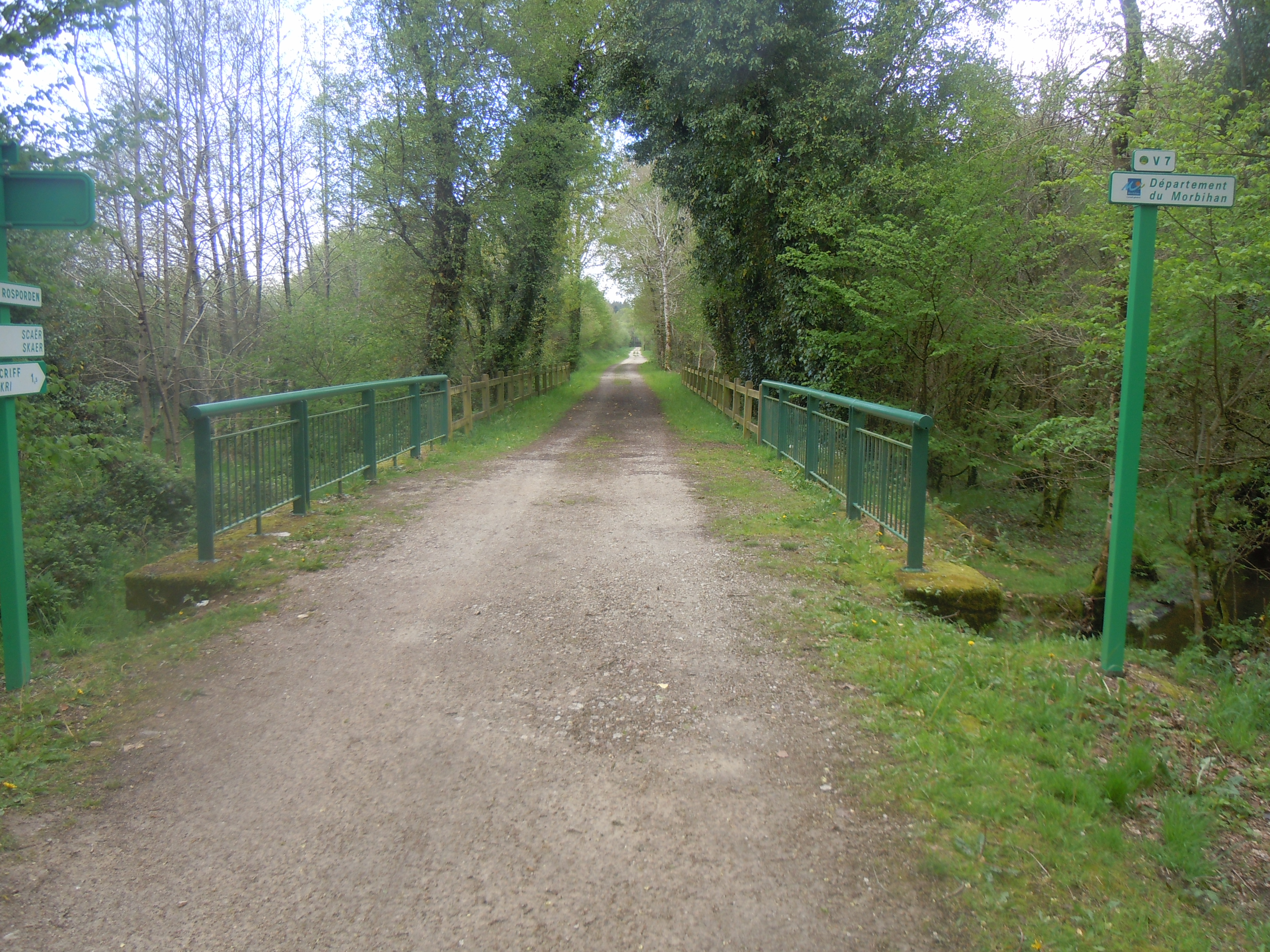
La voie verte à son entrée dans le département du Morbihan.
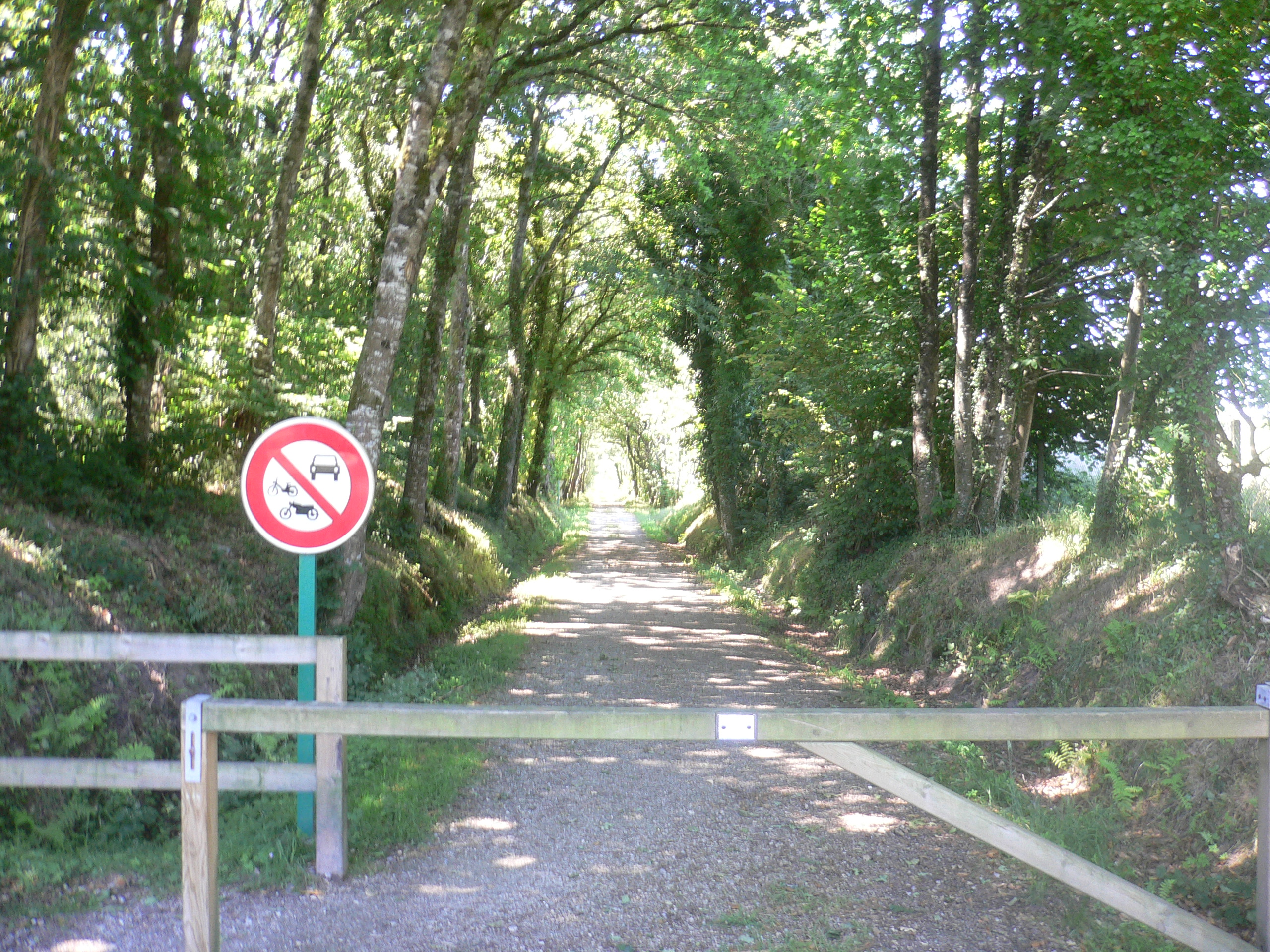
La voie verte au carrefour avec la rue de Pont Person.

#### Divers
- le village de Kerglemez (maisons du XVIIe siècle)
- le viaduc de Kerlaz (1895) qui permettait à la voie métrique reliant Carhaix à Rosporden de franchir la vallée du ruisseau de Saint-Yvinet. Il est long de 58 mètres, large de 6 mètres et haut de 22 mètres.
- le château de Kerandraon : Le château actuel est de style néo-renaissance. Il est l'œuvre de l'architecte diocésain Joseph Bigot.
- l'ancien manoir de Pénéhoc, très remanié.
- l'ancien manoir de Kervenozaël, devenu une simple ferme.

### Croyance traditionnelle
- Les loups-garous :

« Le loup-garou, c'est quelqu'un qui ne va pas à l'église pendant sept ans et qui, pendant ce temps, n'a récité aucune prière. C'est pourquoi les vieux disaient à ceux qui n'allaient pas à l'église : « Toi, tu iras faire loup-garou ! ». Le loup-garou changeait de peau dans le creux d'un arbre. Il ne dormait jamais et passait toute la nuit à se battre contre les chiens. Pour le délivrer, il allait faire chauffer le four du village, s'emparer de la peau ; quand on la brûlait son propriétaire arrivait et voulait se jeter dans le four. Alors il fallait prendre une fourche et le piquer car, si on le saignait, il était libéré ».

## Culture et loisirs
Le club de football local s'appelle l'Avenir de Guiscriff.
La commune est connue pour être l'origine de la célèbre chanson Son ar chistr.

## Personnalités liées à la commune
- Jean de Guiscry (vers 1320-1379), médecin des rois de France Jean II et Charles V.
- Chanoine Pierre Martin, poète, en 1868.
- François Kervéadou (1910-1983), évêque de Saint-Brieuc et Tréguier.
- Marie-Josée Christien, poète et critique née en 1957 dans la commune.
- Gérard Bourgoin, homme d'affaires.
- Lucie Daouphars, mannequin.